# Памятники Ленину в Казани
Памятники Ленину в Казани — самая массовая в городе серия скульптурных (статуи и бюсты) композиций, посвящённых одному человеку. Одна из причин этого в том, что в молодые годы Владимир Ильич Ленин недолгий период времени прожил в Казани (в 1887—1889 годах, с перерывом на период ссылки в Кокушкино), а чуть позже (1890) ещё раз оказался в городе проездом из Самары в Санкт-Петербург. Поэтому в советский период уделялось большое внимание увековечиванию его памяти в городе, в том числе посредством установки разнообразных памятников в виде скульптурных композиций.

## Первые памятники (бюсты и статуя) Ленину в Казани
Первые памятники Ленину в Казани — два бюста и статуя, — были установлены в первой половине 1920-х годов. Бюсты (1920, 1924) не сохранились, а статуя (1925), простояв в течение 81 года в двух местах под открытым небом, нашла пристанище в экспозиции Дома-музея В. И. Ленина (ул. Ульянова-Ленина, 58).

### Первый памятник-бюст Ленину (1920)

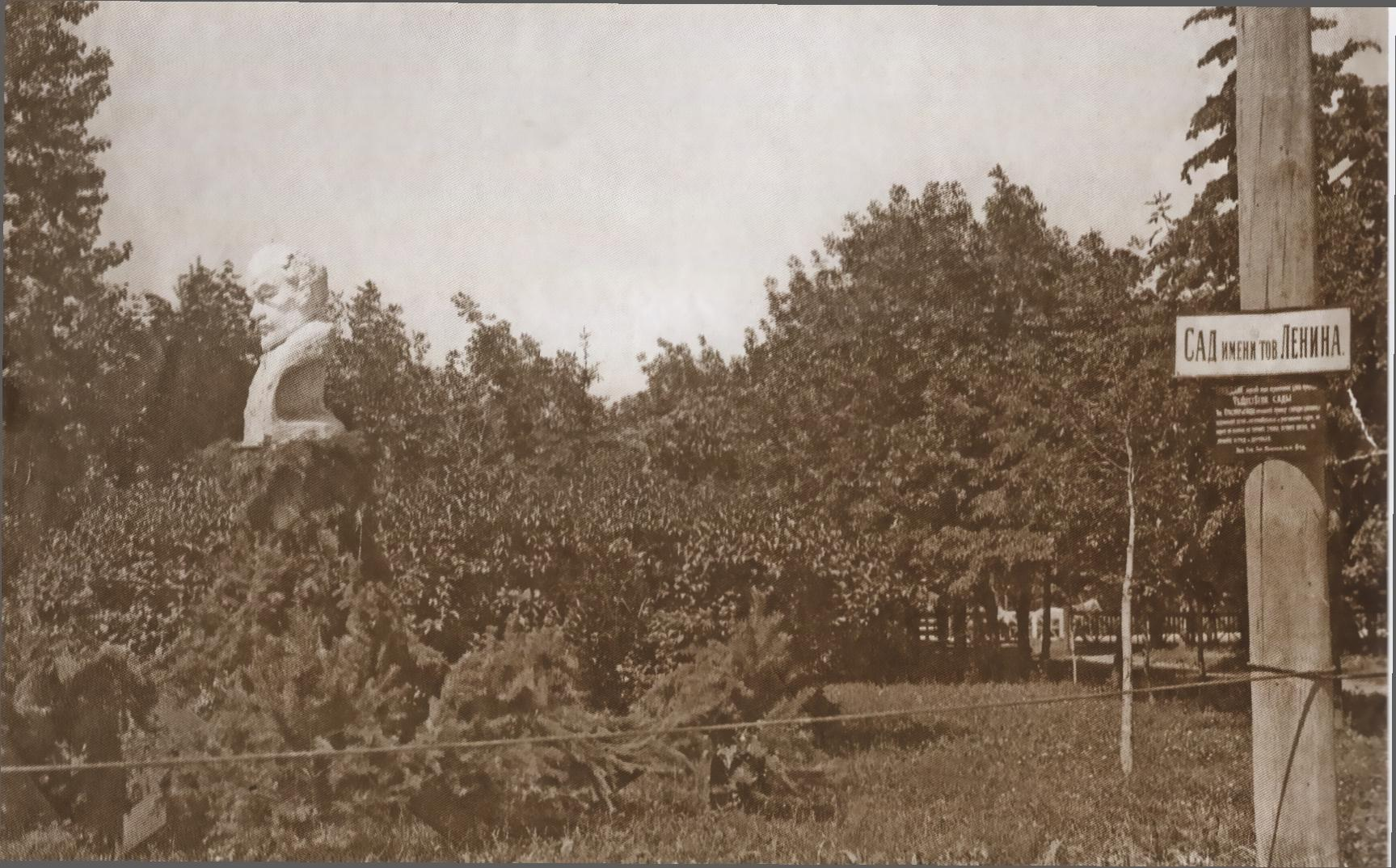
Первый в Казани памятник-бюст Ленину, установленный в 1920 году

Первый памятник Ленину в Казани был установлен на территории Николаевского сквера (с начала 1920-х годов — Сад имени товарища Ленина или Ленинский сад) в 1920 году по случаю 50-летия вождя Октябрьской революции. Это был гипсовый бюст, более тяготевший к станковой работе, смонтированный как временная пластическая композиция на грубом деревянном постаменте.
По мнению искусствоведа и музейного работника Р. Г. Шагеевой, автором этой скульптуры был Василий Богатырёв (в 1908—1925 годах он жил и работал в Казани, создав в числе прочих статую Рабочего-металлиста, установленную на площади 1 Мая в 1921 году; эта несохранившаяся статуя более известна как монумент «Освобождённый труд»).
Историк С. Ю. Малышева утверждает, что первый казанский памятник-бюст Ленину был переносным: в 1921 году в рамках подготовки празднования 1-й годовщины Татарской АССР его перенесли на Юнусовскую (Тукаевскую) площадь, где уже находились временные памятники-бюсты известным татарским деятелям — революционеру Муллануру Вахитову и поэту Габдулле Тукаю. Позже, очевидно, бюст Ленина вернули на прежнее место.
Дальнейшая судьба первого казанского памятника-бюста Ленину остаётся неизвестной; вероятно, он быстро пришёл в негодность и его убрали. Казанский краевед Борис Ерунов приводит фрагмент публикации газеты «Красная Татария» от 12 июня 1922 года, свидетельствующий о плохом состоянии бюста уже через два года после его установки: «В середине города — недурненький садик. А в садике бюст уважаемого вождя господствующей в стране партии. Бюст стоит на безобразном столбе. У бюста подшиблен глаз. Не верите? Пойдите в Ленинский сад (его обыватель не отвык звать Николаевским) и полюбуйтесь». Автор этой заметки, скрывавшийся под псевдонимом Макар Бездомный, обращая внимание на плохое состояние бюста Ленина, «прямо-таки возопил через месяц: надо убрать! Это издевательство над личностью пролетарского вождя!».  

### Второй памятник-бюст Ленину (1924)

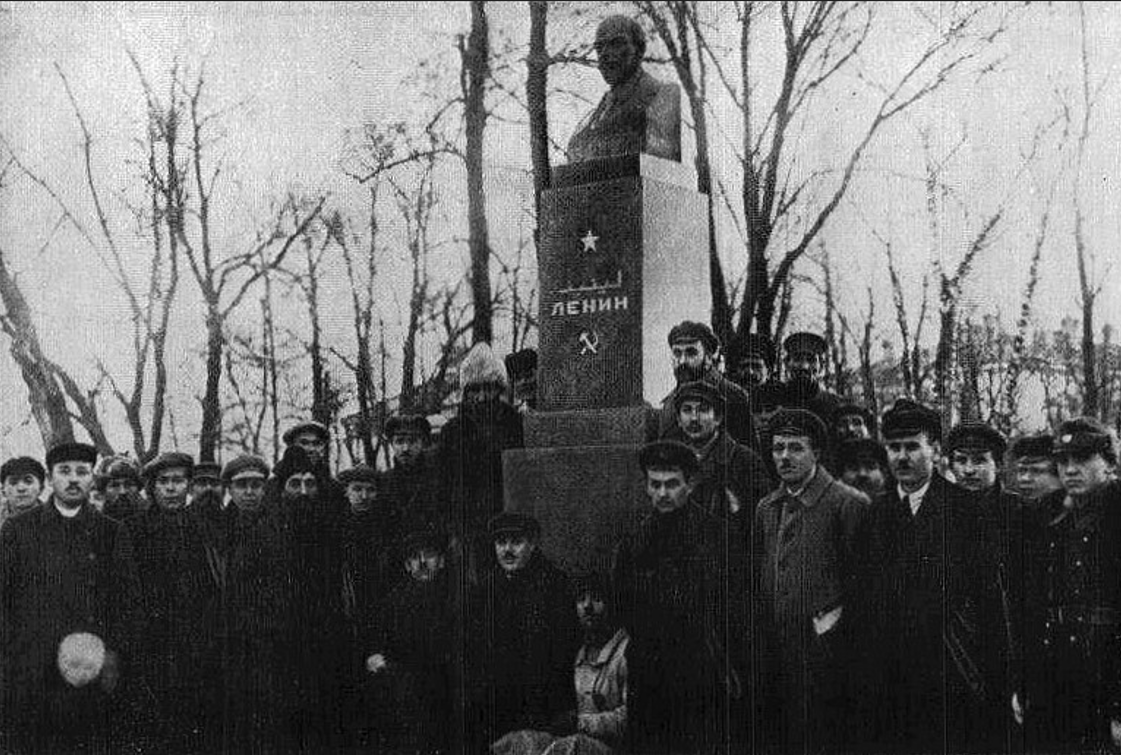
Открытие второго памятника-бюста В. И. Ленину в Ленинском саду, 7 ноября 1924 года

Появление второго памятника-бюста Ленину было связано со смертью вождя 21 января 1924 года.
Уже через два дня после смерти республиканская Комиссия по организации траурной демонстрации признала необходимым установить в Казани памятник Ленину, который должен был стать «центром поклонения трудящихся Татарии его великой памяти». 26 января 1924 года Центральный исполнительный комитет (ЦИК) Татарской АССР своим постановлением учредил Центральную комиссию по увековечению памяти В. И. Ульянова-Ленина, после чего в отделении Государственного банка был открыт специальный счёт для сбора средств на создание памятника. Весной 1924 года при этой комиссии учредили Художественную подкомиссию, главной задачей которой стало проектирование и закрепление в различных художественных формах образа Ленина в быту, литературе, изобразительном искусстве, музыке, театральных постановках и массовых торжествах, а также обеспечение идеологического контроля в сфере увековечивания памяти вождя.
Дискуссия о том, каким должен быть памятник Ленину, развернулась в феврале 1924 года. В ходе Технического совещания Строительного управления при Совнаркоме Татарской АССР от 5 февраля 1924 года были выдвинуты различные предложения. Художник П. П. Беньков предложил установить статую Ленина на вершине сооружения вроде Эйфелевой башни. Архитектор В. В. Егерев выступил за более традиционный памятник, отражающий образ вождя, выступающего на митинге. Архитектор Ф. Р. Амлонг предложил установить величественный и грандиозный памятник, символизирующий победу труда над капиталом. Места размещения памятника Ленину также предлагались разные, например, Фуксовский сад на фоне глади реки Казанки (П. П. Беньков) или площадь Свободы (Ф. Р. Амлонг). Но выбор в итоге пал на возвышающуюся над Садом имени товарища Ленина террасу Клинического сада (в 1970-е годы здесь возвели 17-этажный второй учебный корпус Казанского университета с пятиэтажным зданием Научной библиотеки имени Н. И. Лобачевского). Это было предложение архитектора Ф. П. Гаврилова, разработавшего под данный ландшафт проект многоярусной лестницы, соединяющей оба сада, над которой возвышался пьедестал с памятником Ленину. Таким образом, памятник вождю становился доминирующим элементом более крупной архитектурной композиции. Но при рассмотрении вариантов пластического решения самого памятника возобладала идея простоты и скромности, присущие Ленину, как противовес величественным монументам царской России с их пышным убранством. В пластической форме такую идею наилучшим образом воплощал памятник в виде бюста.

Разворачивается целое движение по сбору средств, на которые приобретается бюст работы академика скульптора М. Я. Харламова, автора нескольких прижизненных скульптурных изображений Ленина. Этим работам в своё время была дана высокая оценка: «Бюст Ленина работы Академии художеств отличается не только абсолютным сходством, но и безупречно высокой художественностью его выполнения», — отмечал в служебной записке уполномоченный Академии художеств К. В. Плец.— Хисамова Д. Д.
Приобретение бронзового бюста работы М. Я. Харламова (он был отлит на заводе «Красный выборжец» в Ленинграде) ускорило процесс создания всего архитектурно-мемориального комплекса. В течение трёх недель работы были завершены и 7 ноября 1924 года памятник-бюст Ленину был открыт. Скульптура была установлена на гранитный пьедестал. Общая высота памятника составляла 5 аршин или 3,5 м.

### Третий памятник Ленину (1925)

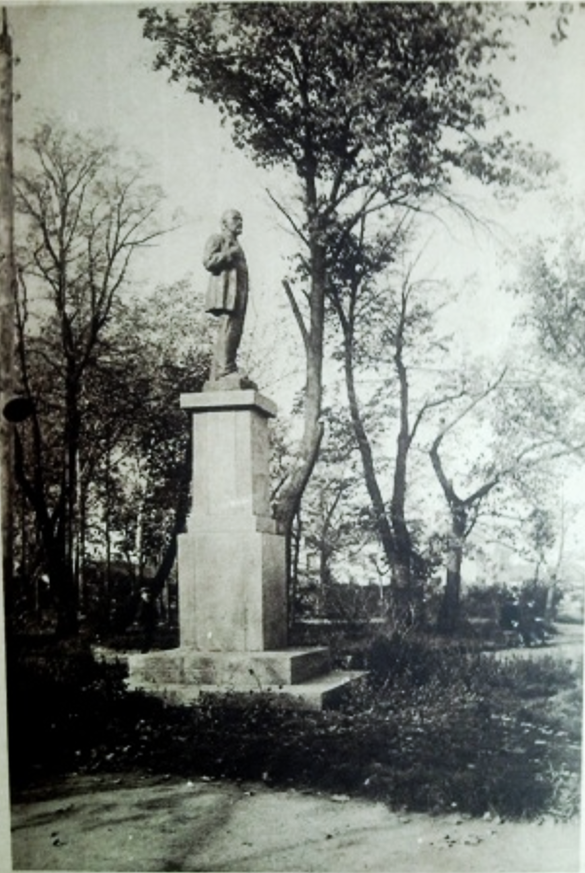
Третий памятник Ленину в Казани, изначально установленный в Ленинском саду, 1925 (?) год

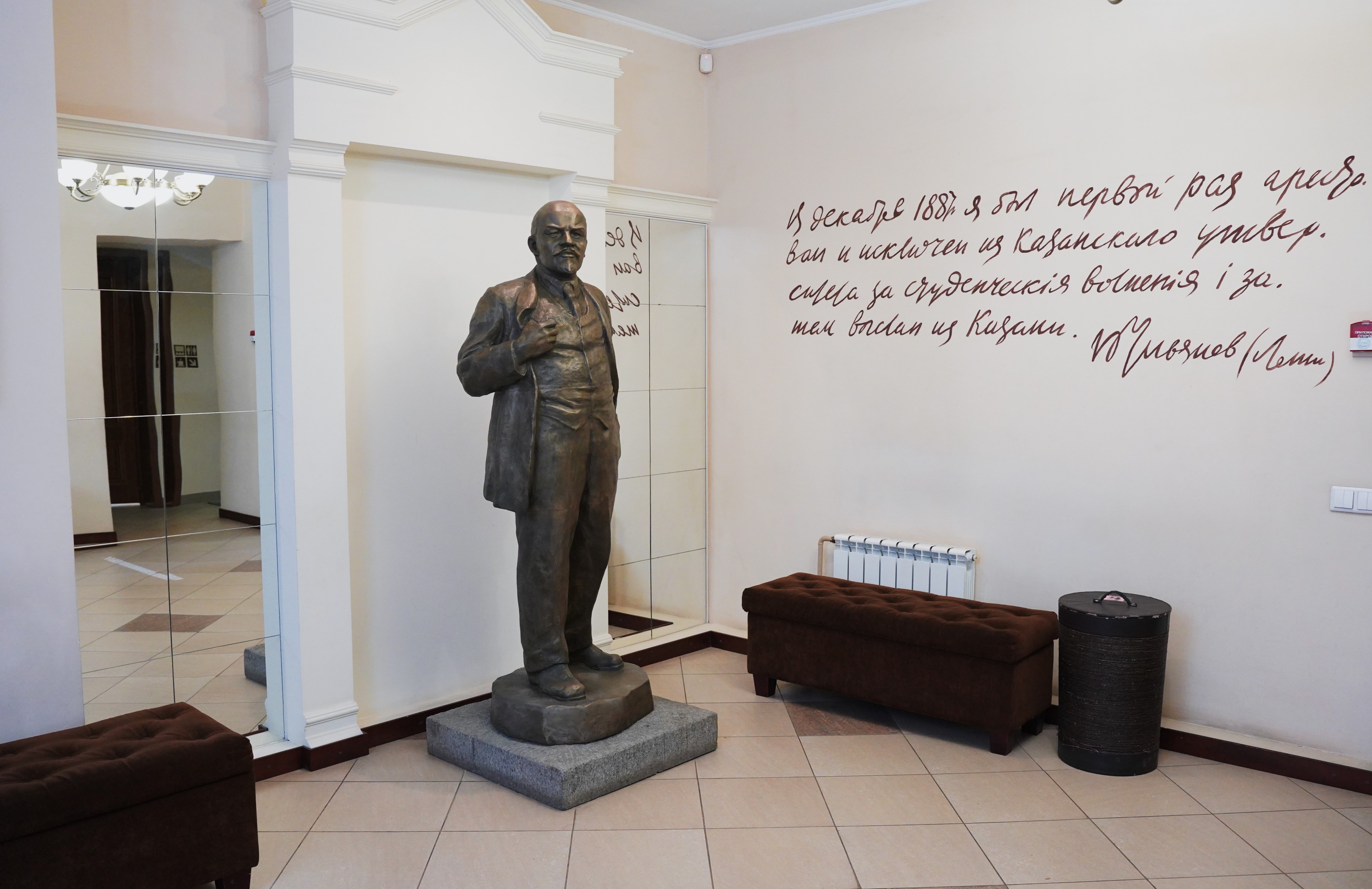
Статуя Ленину работы скульптора Н. И. Шильникова в вестибюле Дома-музея В. И. Ленина

Этот памятник — первая статуя вождя в Казани и самая ранняя оригинальная (нетиповая) скульптура Ленина из числа сохранившихся в городе. Он был установлен над лестницей Ленинского сада, на том же месте, где до этого стоял бронзовый бюст Ленина работы М. Я. Харламова 1924 года.
Бронзовый памятник Ленину был открыт в день пятилетия образования Татарской АССР — 25 июня 1925 года, его автором является скульптор Н. И. Шильников.

Уникальность памятника в том, что скульптор Николай Шильников, ваяя образ Ильича, использовал данные Института мозга, проводившего обмеры тела Ленина после его смерти. Шильников в итоге добился абсолютного сходства. Высота скульптуры 164 сантиметра (точный рост вождя), скрупулёзно соблюдены все размеры и пропорции.— Сабиров А.
Памятник простоял на этом месте 52 года и в 1977 году был перенесён во двор школы № 4 имени В. И. Ленина в Школьном переулке (ныне — Катановский переулок).
В 2006 году в ходе реконструкции школы его демонтировали и перенесли во двор Дома-музея В. И. Ленина (ул. Ульянова-Ленина, 58); в 2012—2015 годах этот музей был реконструирован; в рамках этой реконструкции скульптура Ленина работы Н. И. Шильникова была отреставрирована (2014), после чего заняла место в вестибюле музея, став частью экспозиции.

## Сохранившиеся памятники (статуи и бюсты) Ленину в Казани
В 2016 году казанский краевед Лев Жаржевский утверждал, что в городе имелось 16 памятников вождю из числа тех, «которые установлены на открытых пространствах или установлены на ведомственной территории, но все же доступны для обозрения».
По состоянию на январь 2021 года, согласно данным сайта http://leninstatues.ru, в Казани насчитывалось 18 памятников Ленину и по этому показателю столица Татарстана занимала 7-е место среди городов России.
По состоянию на 2024 год известно о не менее 19 сохранившихся памятников Ленину (15 статуй и 4 бюста), установленных в разные годы на территории города. Из них два памятника, изначально стоявшие под открытым небом, позже были перенесены внутрь зданий, где и находятся. Это упомянутый выше памятник Ленину работы Н. И. Шильникова (1925), находящийся в Доме-музее В. И. Ленина (ул. Ульянова-Ленина, 58), и скульптурная композиция, изображающая вождя с мальчиком (1960-е), находящаяся в Городском дворце детского творчества имени А. Алиша (ул. Галактионова, 24/10).
| № | Район Казани     | Количество статуй Ленина | Количество бюстов Ленина | Общее количество |
| - | ---------------- | ------------------------ | ------------------------ | ---------------- |
| 1 | Авиастроительный | 3                        | 1                        | 4                |
| 2 | Вахитовский      | 5                        | 1                        | 6                |
| 3 | Кировский        | 3                        | 1                        | 4                |
| 4 | Московский       | 1                        | 0                        | 1                |
| 5 | Ново-Савиновский | 0                        | 1                        | 1                |
| 6 | Приволжский      | 1                        | 0                        | 1                |
| 7 | Советский        | 2                        | 0                        | 2                |
|   | Итого            | 15                       | 4                        | 19               |

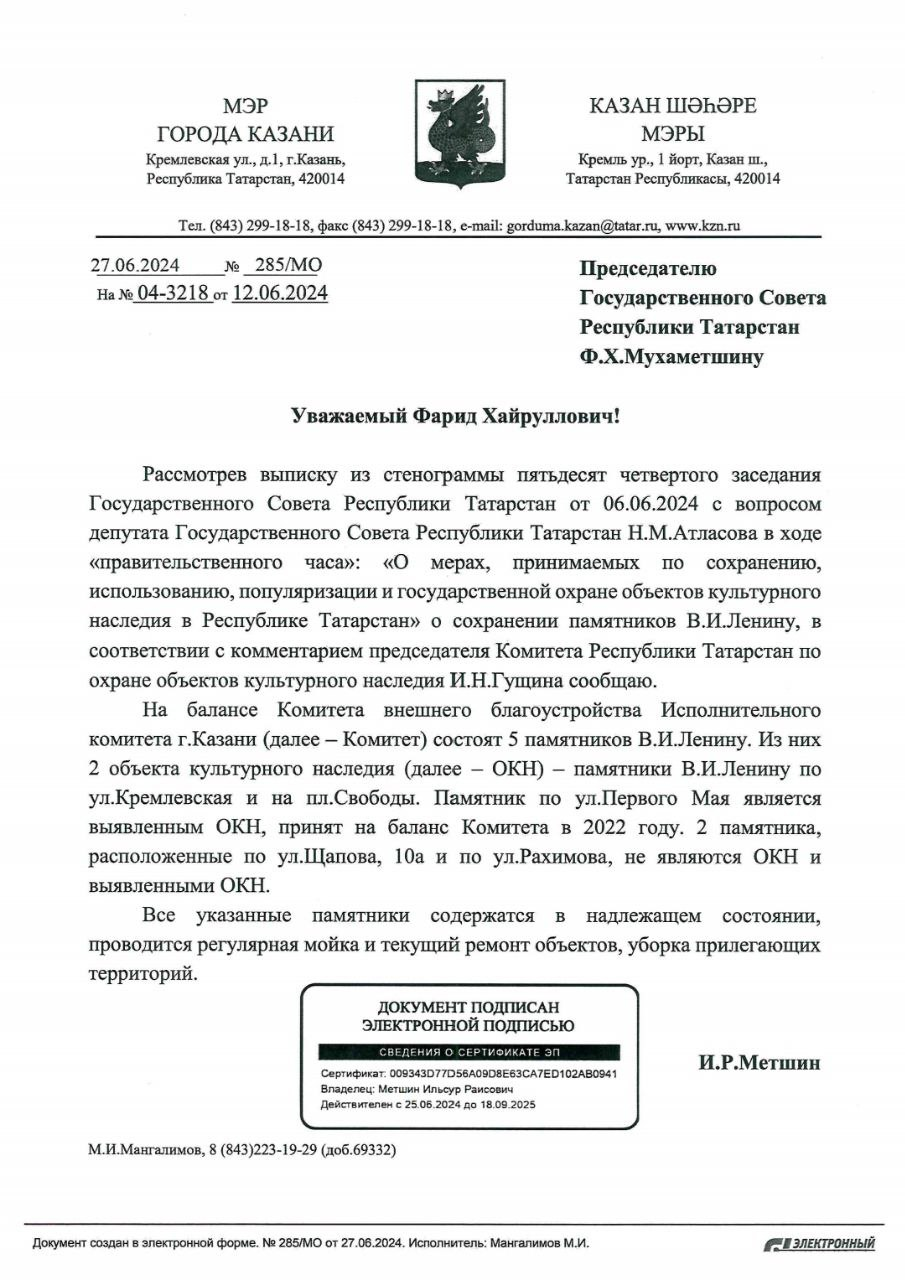
Информация мэра Казани И. Р. Метшина о памятниках Ленину, находящихся на балансе городских властей (по состоянию на 27 июня 2024 года)

Согласно информации мэра Казани И. Р. Метшина, по состоянию на 27 июня 2024 года только 5 памятников Ленину, установленных в городе, находились на балансе Исполнительного комитета г. Казани. Из них 2 памятника являются объектами культурного наследия — памятник Ленину на площади Свободы и памятник студенту Володе Ульянову на улице Кремлёвской. Памятник Ленину на улице 1 Мая является выявленным объектом культурного наследия и принят на баланс Исполкома г. Казани в 2022 году. Два остальных памятника, находящихся на балансе городских властей (памятник Ленину на улице Рахимова и памятник-бюст Ленину на улице Щапова), объектами культурного наследия не являются.

### Памятник Ленину на улице 1 Мая (1932)
55°48′46″ с. ш. 49°03′53″ в. д.

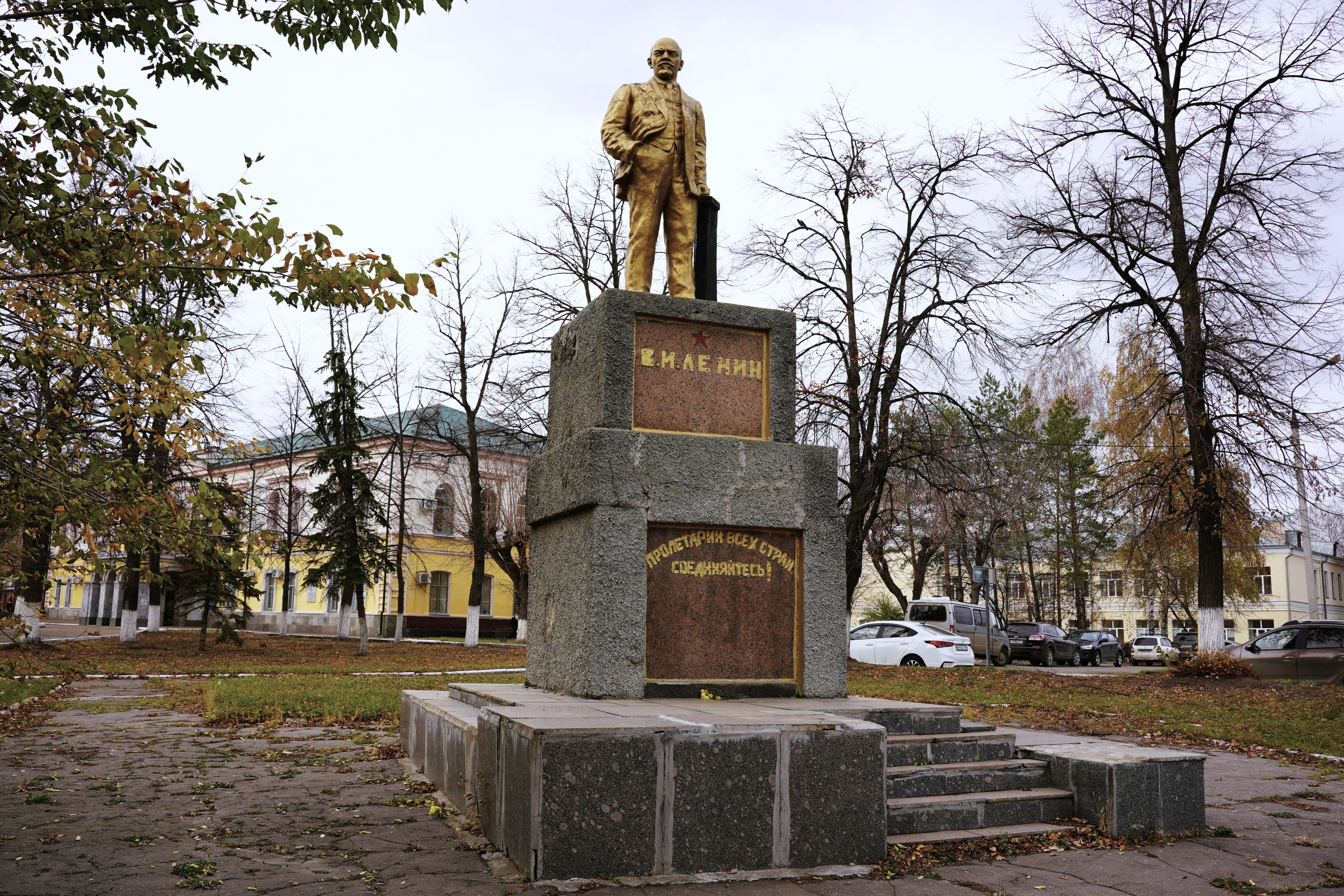
Памятник Ленину на улице 1 Мая

Этот монумент, находящийся в Кировском районе на стыке улиц 1 Мая, Борьбы (ныне — Лукницкого) и Гладилова, является вторым по давности существования памятником Ленину в Казани из числа сохранившихся. Он был установлен решением Комиссии при Президиуме ЦИК Татарской АССР к 15-й годовщине Великой Октябрьской социалистической революции (1932). Автором скульптуры и пьедестала является московский скульптор И. А. Менделевич.
Трёхметровая статуя Ленина была изготовлена в Ленинграде и привезена в Казань в начале лета 1932 года. После установки памятника вокруг него был создан благоустроенный сквер, засаженный деревьями и цветами. Позже все эти элементы благоустройства были утрачены.

### Памятник Ленину у Дома Котелова на улице Гладилова (1930-е?)
55°48′39″ с. ш. 49°03′57″ в. д.

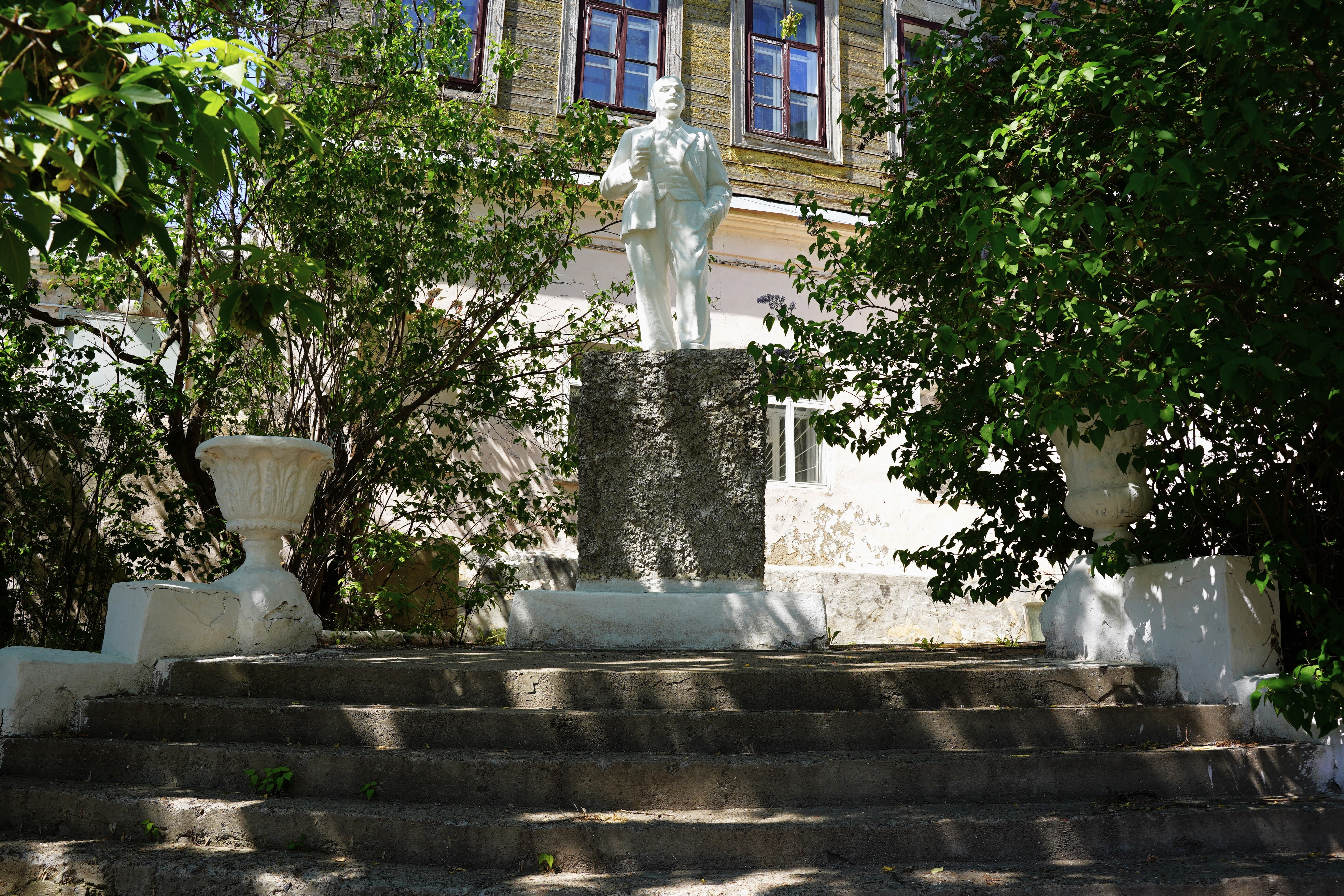
Памятник Ленину у Дома Котелова на улице Гладилова

Этот памятник установлен в Кировском районе Казани, на территории бывших фабрик Алафузова, которые с 1933 года назывались Казанским льнокомбинатом им. В. И. Ленина. Управление комбината располагалось в историческом Доме Котелова 1833 года (ул. Гладилова, 53, литер А11), с южной стороны которого находится памятник Ленину.
Время появления памятника не установлено, но характер скульптуры позволяет предположить, что её отливали в 1930-е годы. Это тиражированная скульптура (тип «дедовский»), оригиналом которой, как полагают, являлся памятник Ленину в Великом Новгороде скульптора Н. И. Шильникова, установленный в 1928 году и разрушенный в годы Великой Отечественной войны (1941—1945). По стилю исполнения скульптуры и характеру позы вождя памятник у Дома Котелова обладает высоким уровнем сходства с более ранней работой Н. И. Шильникова — памятником Ленину, установленным в Казани в 1925 году у лестницы Ленинского сада и находящимся сейчас в вестибюле Дома-музея В. И. Ленина (ул. Ульянова-Ленина, 58).
В июне 2024 года в отношении дальнейшей судьбы памятника Ленину у Дома Котелова на улице Гладилова забил тревогу депутат Государственного Совета Республики Татарстан коммунист Н. М. Атласов. Он обратил внимание на то, что территория бывшего Льнокомбината, на которой находится данный памятник, в 2023 году была выкуплена строительной компанией «Бриз», которая в начале марта 2024 года представила проект её реновации. Депутат выразил опасения, что в рамках реновации памятник Ленину будет уничтожен.

### Памятник Ленину на улице Аделя Кутуя (1930-е?)
55°46′08″ с. ш. 49°11′20″ в. д.

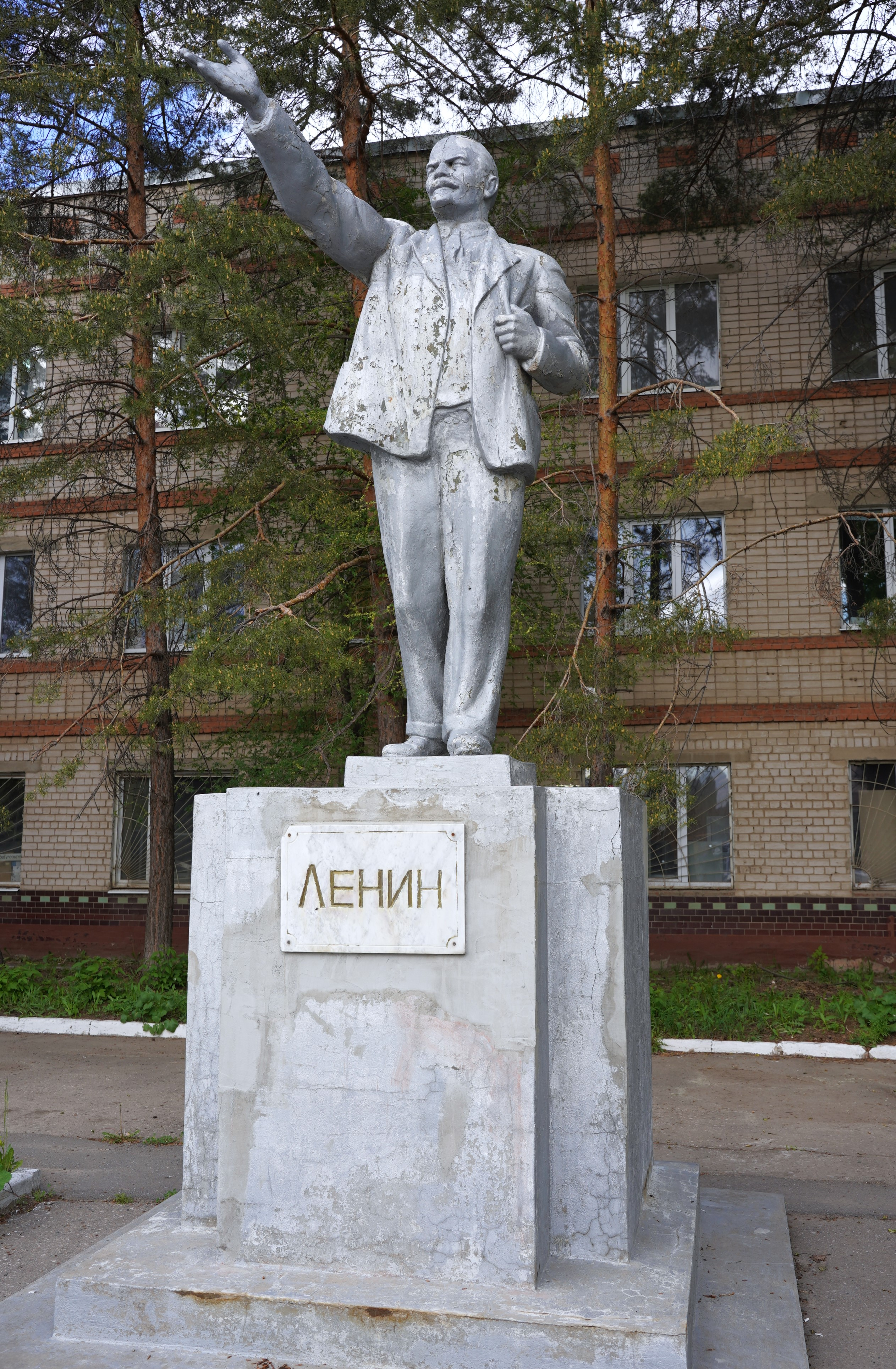
Памятник Ленину на улице Аделя Кутуя

Этот памятник стоит в Советском районе Казани, перед офисным зданием, расположенным по адресу: ул. Аделя Кутуя, 161. В прошлом в этом здании находилось управление строительной компании ООО «Строймеханизация № 3». Вероятно, по её инициативе около 2010 года здесь был установлен памятник Ленину, который до этого времени находился в Приволжском районе Казани, рядом (55°46′29″ с. ш. 49°07′10″ в. д.) с построенным в 1932—1937 годах Домом культуры меховщиков (ул. Габдуллы Тукая, 91). Есть основание предполагать, что этот памятник появился во второй половине 1930-х годов как элемент архитектурно-планировочной композиции территории ДК меховщиков. Его перенос на улицу Аделя Кутуя был обусловлен тем, что участок, на котором он находился, был отведён под новую застройку (в 2012 году о демонтаже этого памятника у ДК меховщиков упомянул руководитель фракции КПРФ в Государственном Совете Республики Татарстан Х. Г. Миргалимов).
Памятник Ленину на улице Аделя Кутуя является тиражированной статуей «котихинского» типа; первый такой памятник был установлен в 1925 году во Владимире (автор — скульптор А. Л. Котихин); позже такие памятники устанавливались по всему СССР до 1960-х годов. На постаменте памятника Ленину на улице Аделя Кутуя установлена табличка с надписью: «Ленин».

### Памятник-бюст Ленину у сада «Эрмитаж» (1940-е)
55°47′28″ с. ш. 49°07′49″ в. д.

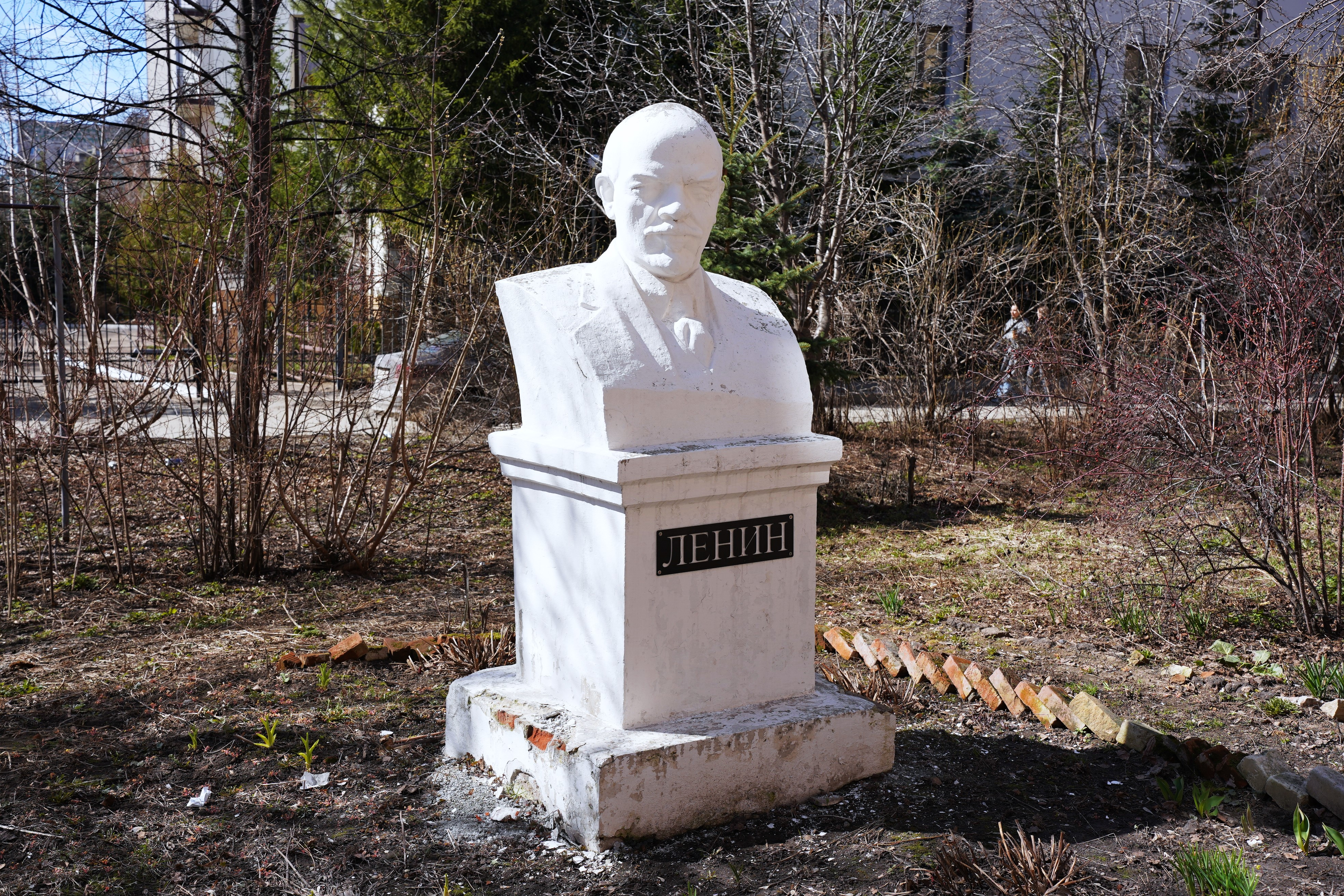
Памятник-бюст Ленину, стоящий во дворе жилого дома: ул. Щапова, 10А

Этот памятник-бюст Ленину вместе с памятником-бюстом С. М. Кирову составляют парную композицию, установленную в Вахитовском районе Казани, около сада «Эрмитаж», во дворе жилого дома по адресу: ул. Щапова, 10А.
Согласно легенде, оба бюста изначально стояли в саду «Эрмитаж», расположенном рядом с этим жилым домом; в годы Великой Отечественной войны (1941—1945) их свалили в овраг, после чего жители этого дома перенесли и установили их у себя во дворе. Эта легенда, однако, не согласуется с историко-архитектурным исследованием сада «Эрмитаж» в части датировки времени переноса бюстов Ленина и Кирова во двор вышеуказанного жилого дома; авторы данного исследования утверждают, что в период около 1950 года «бюсты Ленина и Кирова на деревянных постаментах» находились в этом саду, но «впоследствии были утеряны» («утеряны», вероятно, в результате переноса).
Художественной ценности эти бюсты Ленина и Кирова не представляют, так как являются массовыми тиражированными копиями; их автор также неизвестен. В постсоветский период «кто-то из органов власти решил их снести», но жители защитили эти памятники от демонтажа.

### Памятник Ленину на площади Свободы (1954)
55°47′47″ с. ш. 49°07′30″ в. д.

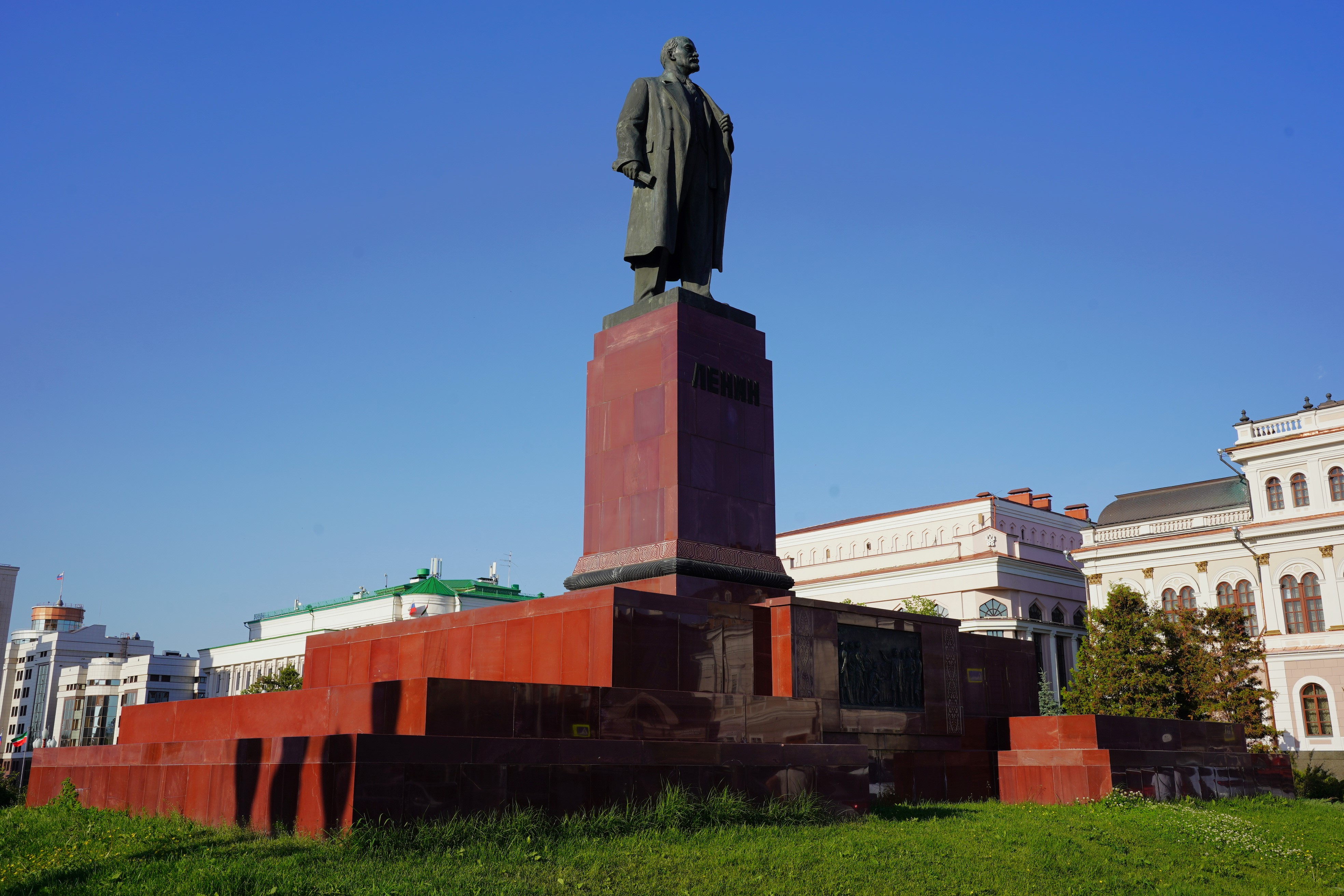
Памятник Ленину на площади Свободы

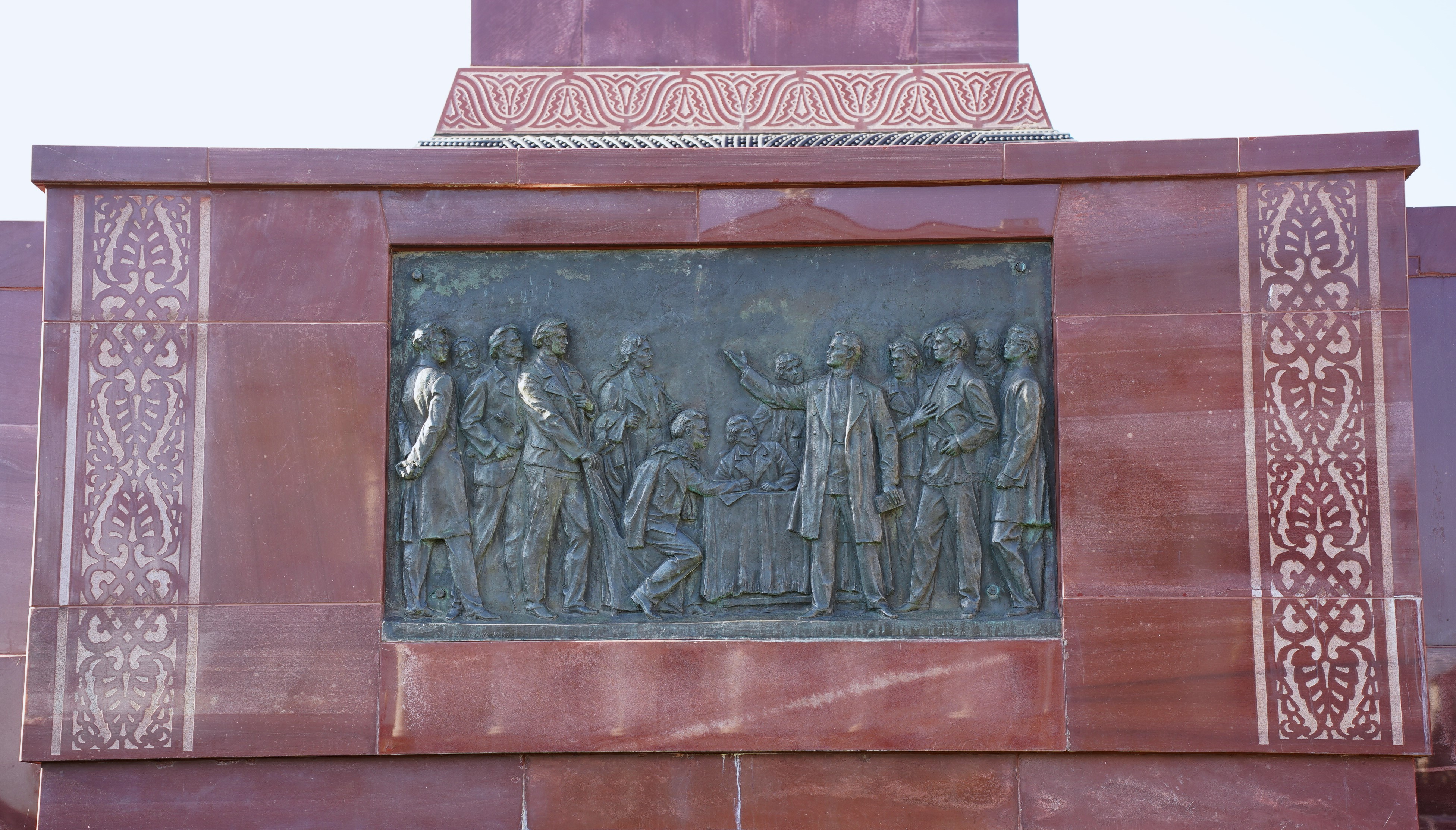
Барельеф на лицевой стороне трибуны памятника Ленину с изображением студенческой сходки в Казанском университете 1887 года

Официальное название: Памятник Владимиру Ильичу Ленину — великому вождю мирового пролетариата.
Это главный памятник Ленину в Казани. Он расположен в Вахитовском районе, на площади Свободы, напротив здания Татарского театра оперы и балета имени Мусы Джалиля. Эта площадь в советский период была основным местом проведения массовых официальных политических мероприятий, в том числе праздничных демонстраций 1 мая и 7 ноября. По этой причине в нижней части постамента памятника Ленину предусмотрена трибуна, с которой руководители Татарской АССР приветствовали участников демонстраций.
Авторами памятника являются лауреат двух Сталинских премий (1950, 1951) скульптор П. П. Яцыно и архитектор А. И. Гегелло.
Решение об установке памятника Ленину в Казани было принято постановлением ЦК ВКП(б) и Совнаркома СССР № 980 от 8 июня 1940 года в связи с 20-летием образования Татарской АССР. Был объявлен закрытый конкурс, на который решением Управления по делам искусств СНК СССР были выдвинуты три коллектива в составе скульптора и архитектора — С. Д. Меркуров и И. А. Француз (Москва), В. Б. Пинчук и А. И. Гегелло (Ленинград), С. С. Ахун и П. Т. Сперанский (Казань). По итогам конкурса победу одержал проект В. Б. Пинчука и А. И. Гегелло, но из-за начавшейся вскоре Великой Отечественной войны (1941—1945) его реализация была остановлена. Работа возобновилась в 1945 году и продолжалась до 1953 года. К этому времени проект постамента с трибунами работы А. И. Гегелло был утверждён, но скульптура Ленина работы В. Б. Пинчука, к которой в послевоенный период предъявили новые требования, оказалась незавершённой. В 1953 году выданный В. Б. Пинчуку заказ на изготовление памятника вождю был аннулирован. И тогда же для установки в Казани была предложена другая скульптура Ленина — работы П. П. Яцыно, за которую тот получил вторую Сталинскую премию (1951) и которая органично подошла к постаменту работы А. И. Гегелло.
Работа по строительству постамента проводились с 8 октября по 19 ноября 1953 года, скульптура Ленина была установлена на постамент и открыта 7 ноября 1954 года.
Общая высота памятника составляет 14 м: высота скульптуры Ленина — 4,8 м; высота постамента — 9,2 м. Вес скульптуры Ленина — 4 тонны 398 кг.
Скульптура Ленина выполнена из бронзы и состоит из 12 частей, отлитых кусочным методом на Ленинградском металлическом заводе «Монументскульптура». Постамент облицован полированным тёмно-красным шокшинским кварцитом. В центре лицевой части трибуны вмонтирован барельеф, на котором изображена студенческая сходка в Казанском университете 1887 года; размер барельефа — 90 см × 150 см. Барельеф отливался на металлическом заводе художественного литья в г. Мытищи.

### Памятник студенту Володе Ульянову (1954)
55°47′28″ с. ш. 49°07′20″ в. д.

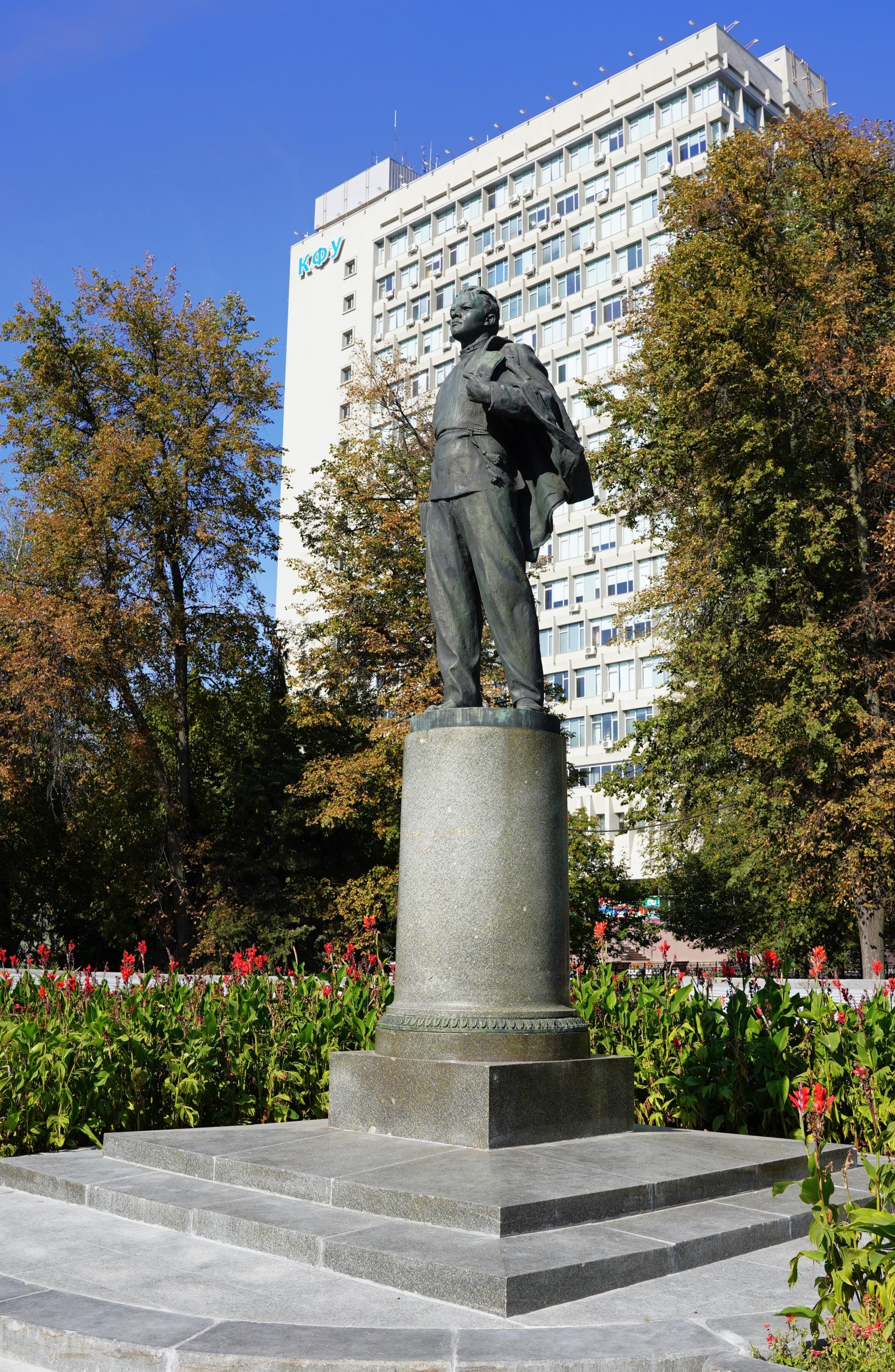
Памятник студенту Володе Ульянову

Официальное название: Памятник Володе Ульянову — студенту (Ленину).
Этот памятник находится в Вахитовском районе Казани, на улице Кремлёвской, напротив главного здания Казанского университета, где недолгое время, с сентября по декабрь 1887 года, учился молодой Володя Ульянов (Ленин).
Памятник был установлен по случаю 150-летия Казанского университета и открыт 21 ноября 1954 года. Его авторами являются лауреат Сталинской (1950) и Ленинской (1984) премий скульптор В. Е. Цигаль и архитектор В. В. Калинин.
Общая высота памятника составляет 8 м: высота скульптуры Володи Ульянова — 3,3 м; высота пьедестала — 4,7 м. Скульптура выполнена из бронзы и отлита на Ленинградском металлическом заводе «Монументскульптура». Пьедестал облицован серым полированным гранитом, на который нанесена надпись в две строки: «Владимир Ульянов» и «1887».
Памятник студенту Володе Ульянову находится в центре небольшой полукруглой площади, неофициально именуемой Сковородка.

### Памятник Ленину в парке «Крылья Советов» (1957)
55°51′09″ с. ш. 49°05′19″ в. д.

Этот памятник Ленину находится в Авиастроительном районе Казани, на территории парка «Крылья Советов». Он является завершающим элементом Аллеи Славы — монументального комплекса, состоящего из восьми бюстов крупнейших русских учёных и лётчиков (М. В. Ломоносов, Д. И. Менделеев, Н. Е. Жуковский, А. Ф. Можайский, С. А. Чаплыгин, К. Э. Циолковский, В. П. Чкалов, П. Н. Нестеров) и статуи вождя Октябрьской революции. Аллея Славы начинается от главного входа в парк со стороны улицы Копылова и на протяжении 200 м тянется в широтном направлении до восьмиугольной площади; с обеих сторон аллеи стоят по четыре бюста, а в центре площади возвышается памятник Ленину в рост, окружённый восьмиугольным цветочным газоном.
Аллея Славы была сооружена в 1957 году. Авторами гипсовых бюстов и бетонной статуи Ленина, установленных на кирпичных оштукатуренных постаментах, являются скульпторы И. А. Новосёлов и Н. Я. Васильев.

### Памятник Ленину у Дворца пионеров (1960-е)
В Казани Дворец пионеров (ныне — Городской дворец детского творчества имени А. Алиша; ул. Галактионова, 24/10) был открыт 14 октября 1961 года. Примерно в это время рядом с ним (55°47′34″ с. ш. 49°07′41″ в. д.) был установлен небольшой бронзовый памятник Ленину — скульптурная композиция, изображающая вождя, сидящего в кресле и левой рукой обнимающего стоящего рядом мальчика, который читает ему книгу. Позже эта скульптурная композиция была перенесена внутрь Городского дворца детского творчества имени А. Алиша, где и находится.

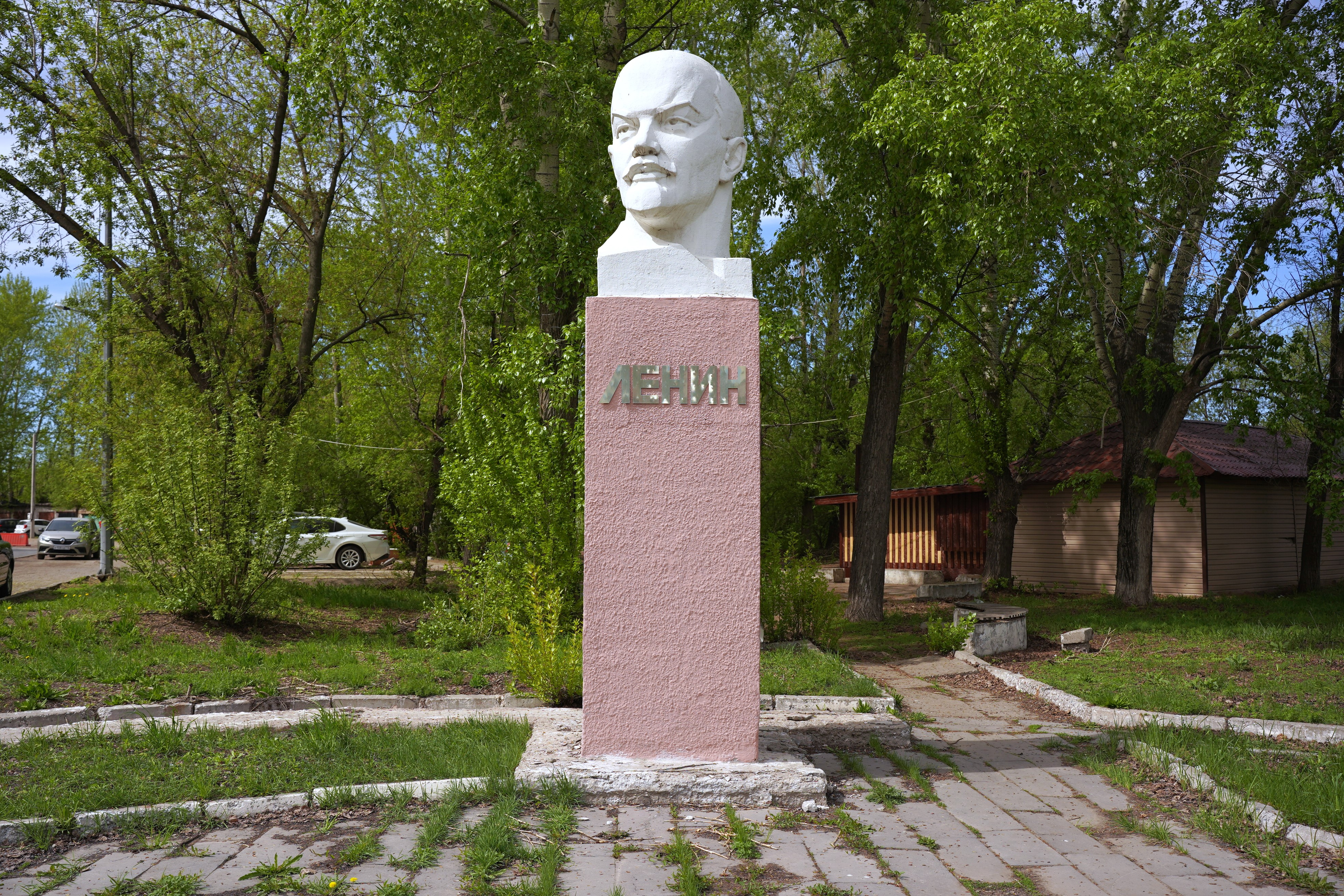
Памятник Ленину на улице Воровского

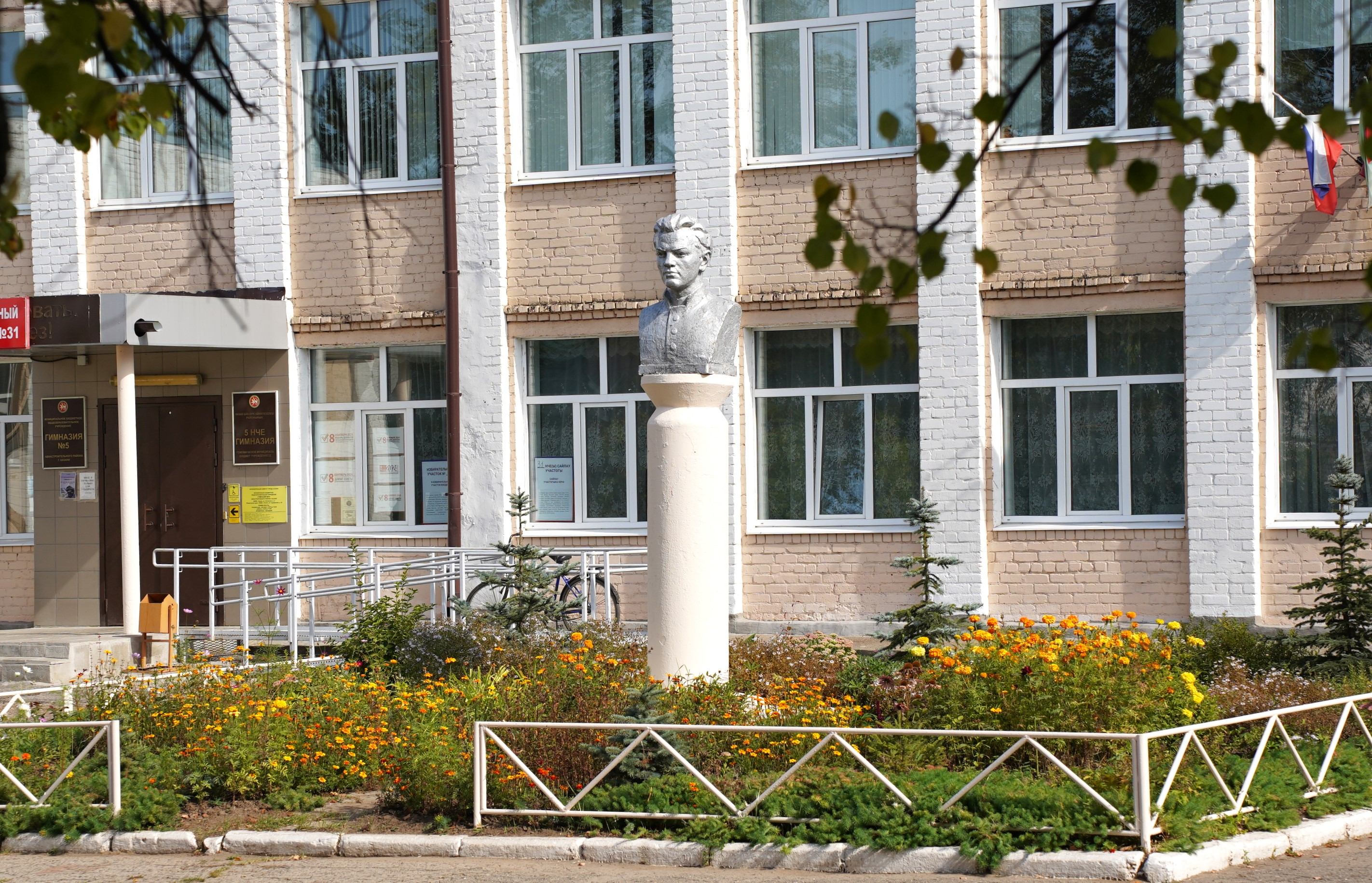
Памятник-бюст Володе Ульянову во дворе бывшей школы № 134 (ныне — второе здание гимназии № 5) в посёлке Новое Караваево

### Скульптурная композиция «Ленин и теперь живее всех живых» на улице Воровского (1962)
55°50′37″ с. ш. 49°05′55″ в. д.

Скульптурная композиция «Ленин и теперь живее всех живых» была установлена в 1962 году на улице Воровского, недалеко от административного здания завода «Элекон» (ул. Короленко, 58). Изначально эта композиция состояла из двух элементов — памятника Ленину (отлит в форме головы вождя с усечённым бюстом), установленного на высокий четырёхгранный пьедестал, и стоявшей слева от него стелы с барельефным изображением советских людей (мужчины и женщины), справа от которых была надпись в три строки: «ЛЕНИН И ТЕПЕРЬ ЖИВЕЕ ВСЕХ ЖИВЫХ». Автор этой композиции — скульптор И. А. Новосёлов.
Позже (вероятно, в постсоветские годы) стела была утрачена, а ленинская скульптура была установлена на новый пьедестал — более низкий, чем прежний, но более широкий в сечении. Если на пьедестале 1962 года никаких поясняющих надписей не было (надпись была на стеле), то на новом пьедестале металлическими буквами сделали надпись: «ЛЕНИН». 
Когда этот памятник устанавливался (1962), территориально он относился к Ленинскому району Казани, но в 1994 году, после упразднения этого района, он оказался на территории новообразованного Ново-Савиновского района. С тех пор он является единственным памятником Ленину, находящимся на территории данного района.     

### Памятник-бюст Володе Ульянову в посёлке Новое Караваево (1966)
55°52′02″ с. ш. 49°01′55″ в. д.

Этот памятник-бюст молодому Володе Ульянову, стоящий на цилиндрическом постаменте, находится в посёлке Новое Караваево Авиастроительного района Казани, на территории второго здания гимназии № 5 (ул. Котовского, 2). До 2017 года в этом здании размещалась школа № 134.
Уроженец посёлка Новое Караваево, автор книги «Мои ностальгические этюды» Р. Б. Гайнетдинов вспоминает, что школа № 134 была основана в 1962 году и в ней он окончил первые три класса (1964—1967). По его информации, памятник-бюст Володе Ульянову был установлен в 1966 году по инициативе руководства данной школы и при активном участии её учеников, внёсших часть денег на создание памятника, заработанных на сборе металлолома и макулатуры.

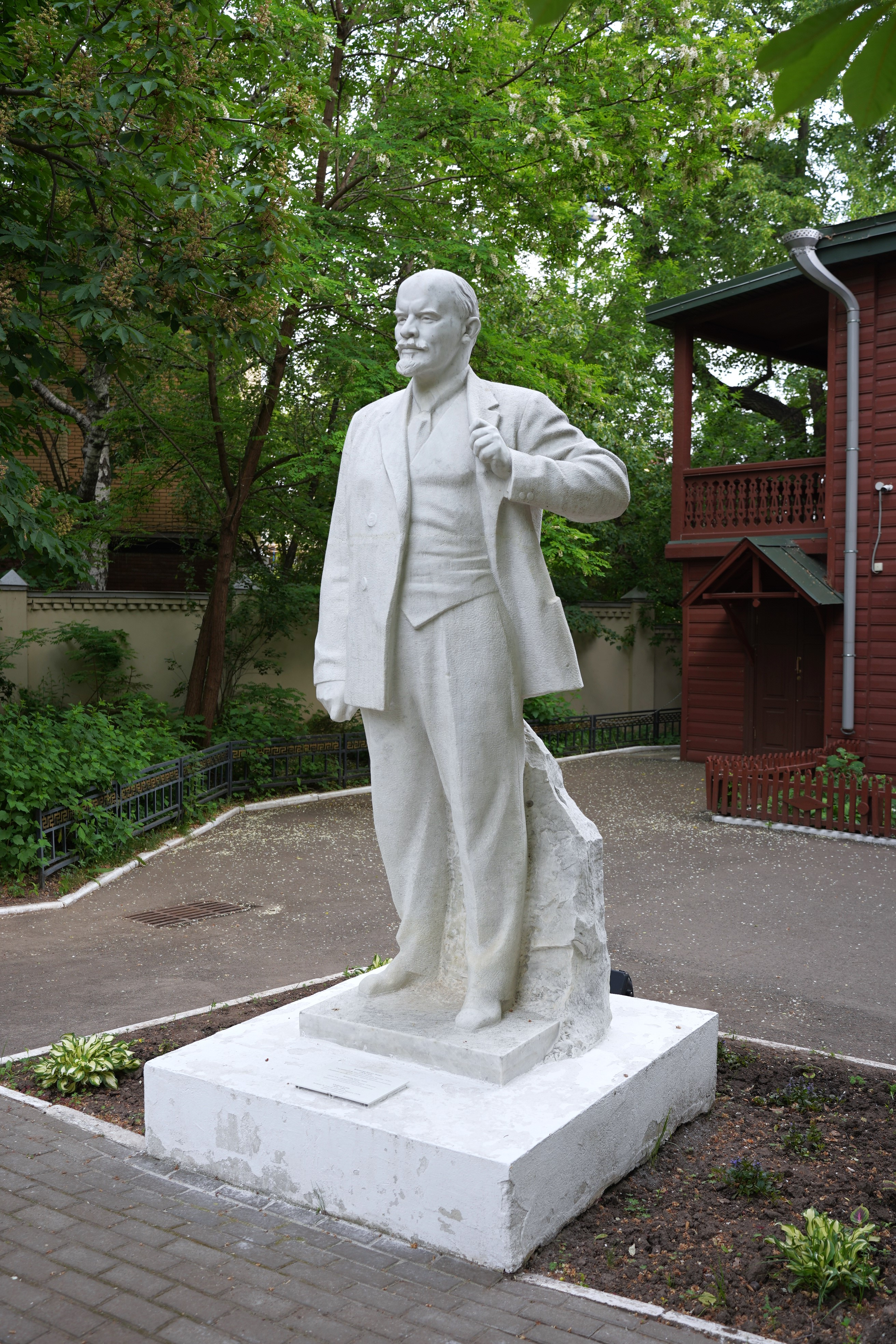
Памятник Ленину в саду Дома-музея Ленина

### Памятник Ленину в саду Дома-музея Ленина (1970)
55°47′13″ с. ш. 49°08′20″ в. д.

Эта мраморная скульптура Ленина в полный рост является работой знаменитого скульптора Н. В. Томского — лауреата пяти Сталинских премий разных степеней (1941, 1948, 1949, 1950, 1952), Ленинской премии (1972), а также Государственной премии СССР (1979) и Государственной премии РСФСР имени И. Е. Репина (1975). Она была изготовлена в 1970 году для главного здания Казанского университета и установлена там к 100-летию со дня рождения В. И. Ленина. После приданию университету статуса федерального и исключения из его названия имени Ленина (2010) эта скульптура была перенесена во двор Государственного музея изобразительных искусств Республики Татарстан (ул. Карла Маркса, 64), а после проведения в 2012—2015 годах реконструкции Дома-музея В. И. Ленина (ул. Ульянова-Ленина, 58) она занял место на территории музейного сада.

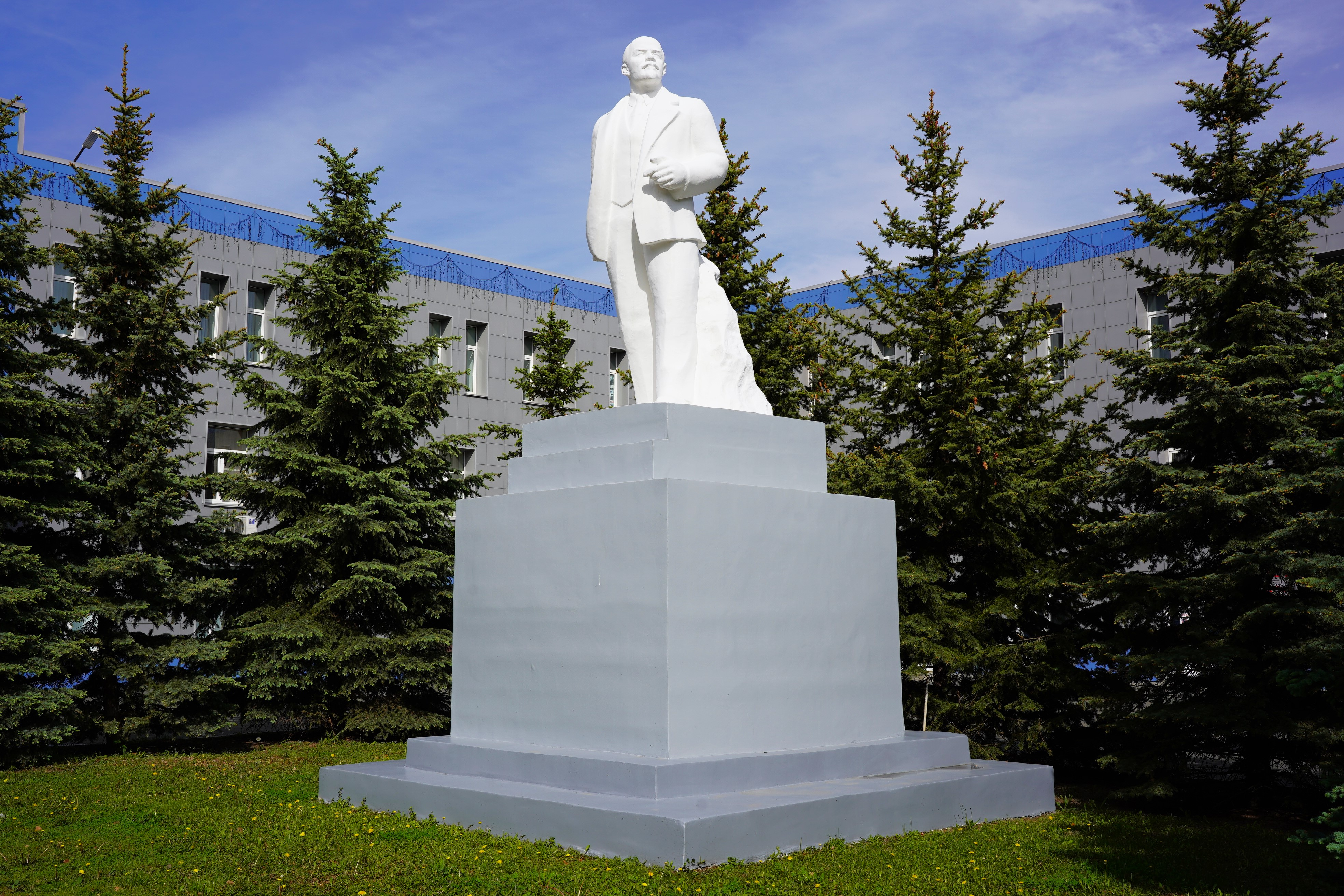
Памятник Ленину у здания Казанского моторостроительного производственного объединения (КМПО)

### Памятник Ленину у здания КМПО
55°51′18″ с. ш. 49°06′08″ в. д.

Этот памятник находится в Авиастроительном районе Казани, во дворе административного корпуса Казанского моторостроительного производственного объединения (КМПО) (ул. Дементьева, 1, корп. 1), выходящего фасадом на площадь имени А. Ф. Павлова. Он был установлен не позже 1960-х годов. Это типовой вариант статуи Ленина, оригинал которой был создан 1930-е годы скульптором С. Д. Меркуровым для канала Москва — Волга.

### Памятник Ленину на улице Побежимова
55°51′35″ с. ш. 49°04′30″ в. д.

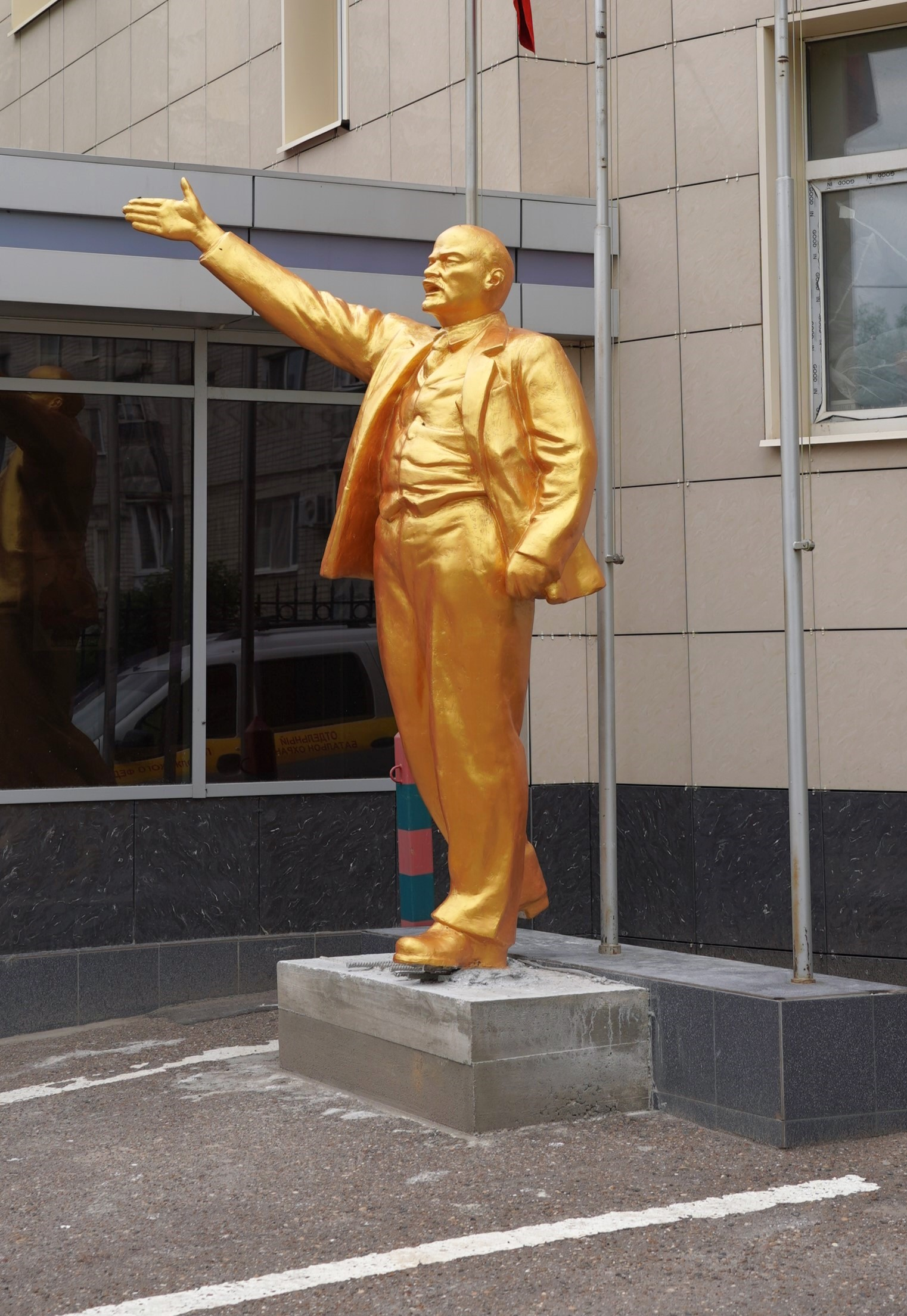
Памятник Ленину на улице Побежимова

Памятник Ленину, стоявший до мая 2025 года на улице Копылова

Этот памятник находится в Авиастроительном районе Казани, у входа в офис частного охранного предприятия «Застава» (ул. Побежимова, 55А). Это тиражированная статуя Ленина «алексеевского» типа, оригинал которой создан скульптором Г. Д. Алексеевым в 1925 году. 
Изначально памятник стоял перед двухэтажным зданием бывшего Клуба строителей Ленинского района (ул. Копылова, 13; 55°51′31″ с. ш. 49°05′01″ в. д.). Здание клуба было построено в середине 1930-х годов, в 1951 году оно было реконструировано, стало двухэтажным, обретя новый фасад в стиле сталинского неоклассицизма (клуб строителей проработал в этом здании, по одним данным, до 1970-х годов, по другим — до 1980-х годов включительно; в постсоветский период оно использовалось как офисное здание, затем было закрыто). Время появления в этом месте памятника Ленину не установлено, однако известно, что в 1960-е годы он уже существовал; предполагается, что он мог появится в рамках реконструкции клуба в 1951 году, либо позже. 
Памятник Ленину простоял перед зданием бывшего Клуба строителей Ленинского района до мая 2025 года. Решение о его переносе было принято в связи с планами сноса этого здания и возведения на его месте жилого дома (здание клуба было снесено 17 июня 2025 года). 21 мая 2025 года собственник памятника в лице генерального директора компании-застройщика ООО «Зенит-Инвест» В. Н. Малышева подписал договор с индивидуальным предпринимателем С. А. Толстых о его передаче последнему на безвозмездное «временное ответственное хранение». Тогда же памятник был демонтирован и установлен в нынешнем месте — справа от входа в офис ЧОП «Застава», генеральным директором которого является С. А. Толстых. Данное решение объясняется членством С. А. Толстых в КПРФ и его выдвижением на выборах от этой партии. 
У здания ЧОП «Застава» памятник Ленину установили на приземистый постамент, в то время как на прежнем месте он имел более высокое расположение, которое лучше соответствовало воплощённому в скульптуре образу Ленина как оратора. Также вызвало непонимание перекрашивание скульптуры из серебряного в золотой цвет, который был воспринят как менее эстетичный. 

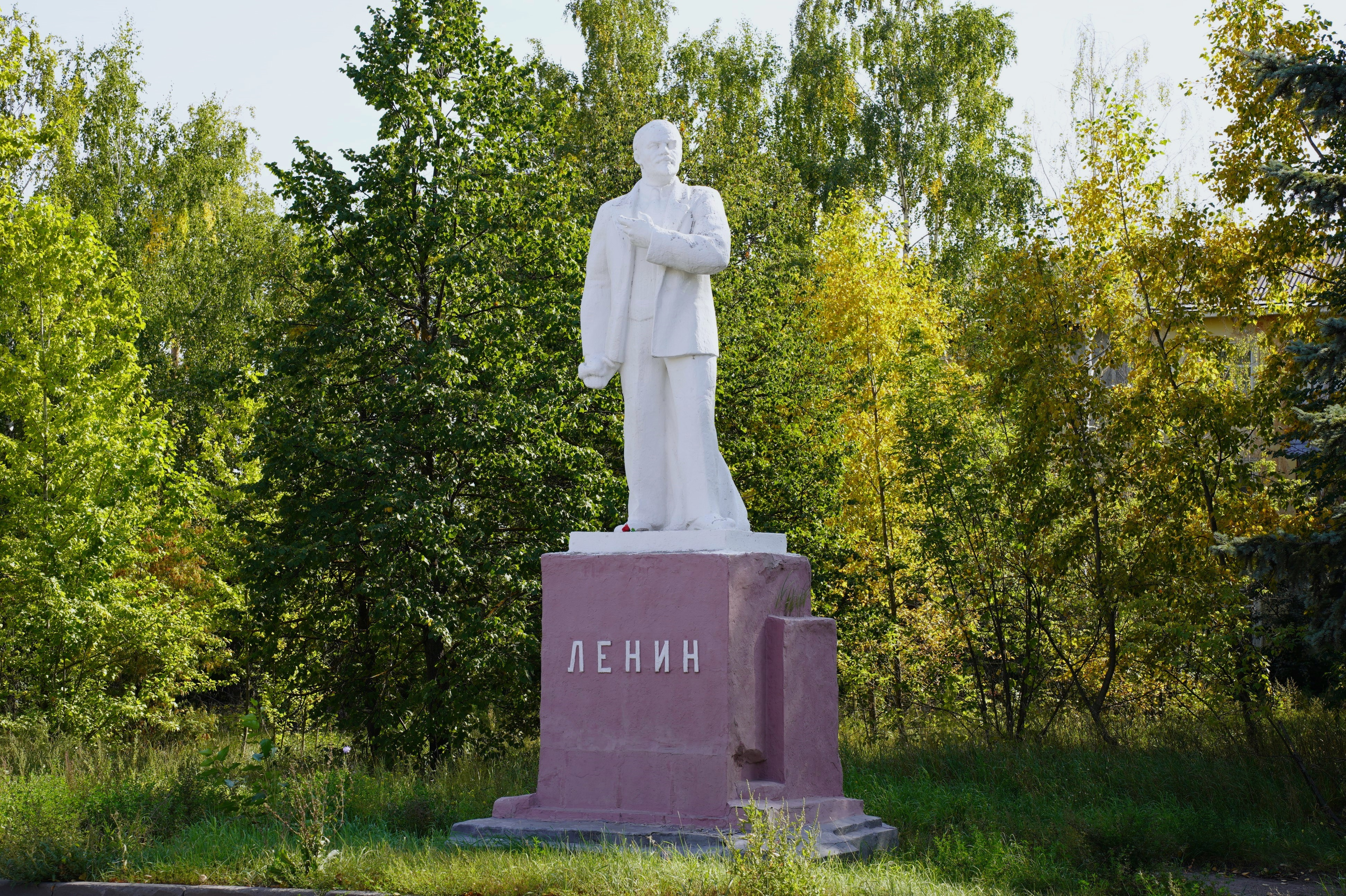
Памятник Ленину на улице Рахимова

### Памятник Ленину на улице Рахимова
55°50′22″ с. ш. 49°01′32″ в. д.

В посёлке Левченко (Московский район Казани) находится памятник Ленину, установленный в скверике, прилегающем к двум трёхэтажным многоквартирным домам: ул. Рахимова, 9 и 11. Это тиражированная скульптура (тип «матадор»), оригинал которой создан в довоенные годы, а авторство приписывается С. Д. Меркурову. Время появления памятника Ленину в посёлке Левченко не установлено.

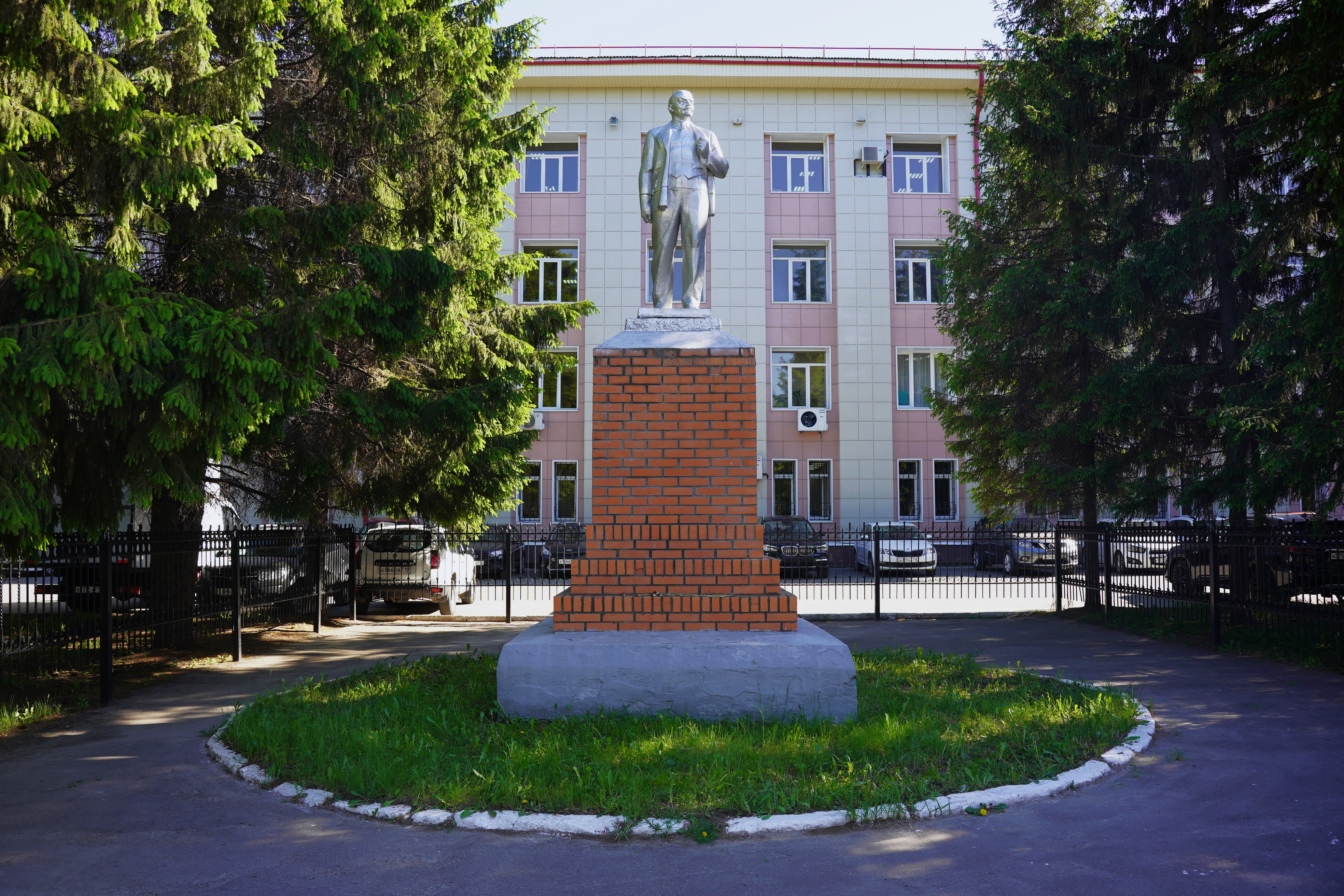
Памятник Ленину на улице Владимира Кулагина

### Памятник Ленину на улице Владимира Кулагина
55°44′33″ с. ш. 49°08′36″ в. д.

Этот памятник находится в Приволжском районе Казани, перед зданием филиала «Роскадастра» по Республике Татарстан (ул. Владимира Кулагина, 1), которое в прошлом являлось административным корпусом завода «Теплоконтроль». Это типовая статуя Ленина, стилизованная под мраморную скульптуру вождя работы Н. В. Томского, стоящую в саду Дома-музея В. И. Ленина (ул. Ульянова-Ленина, 58). Это даёт основание предполагать время её появления не ранее 1970-х годов.

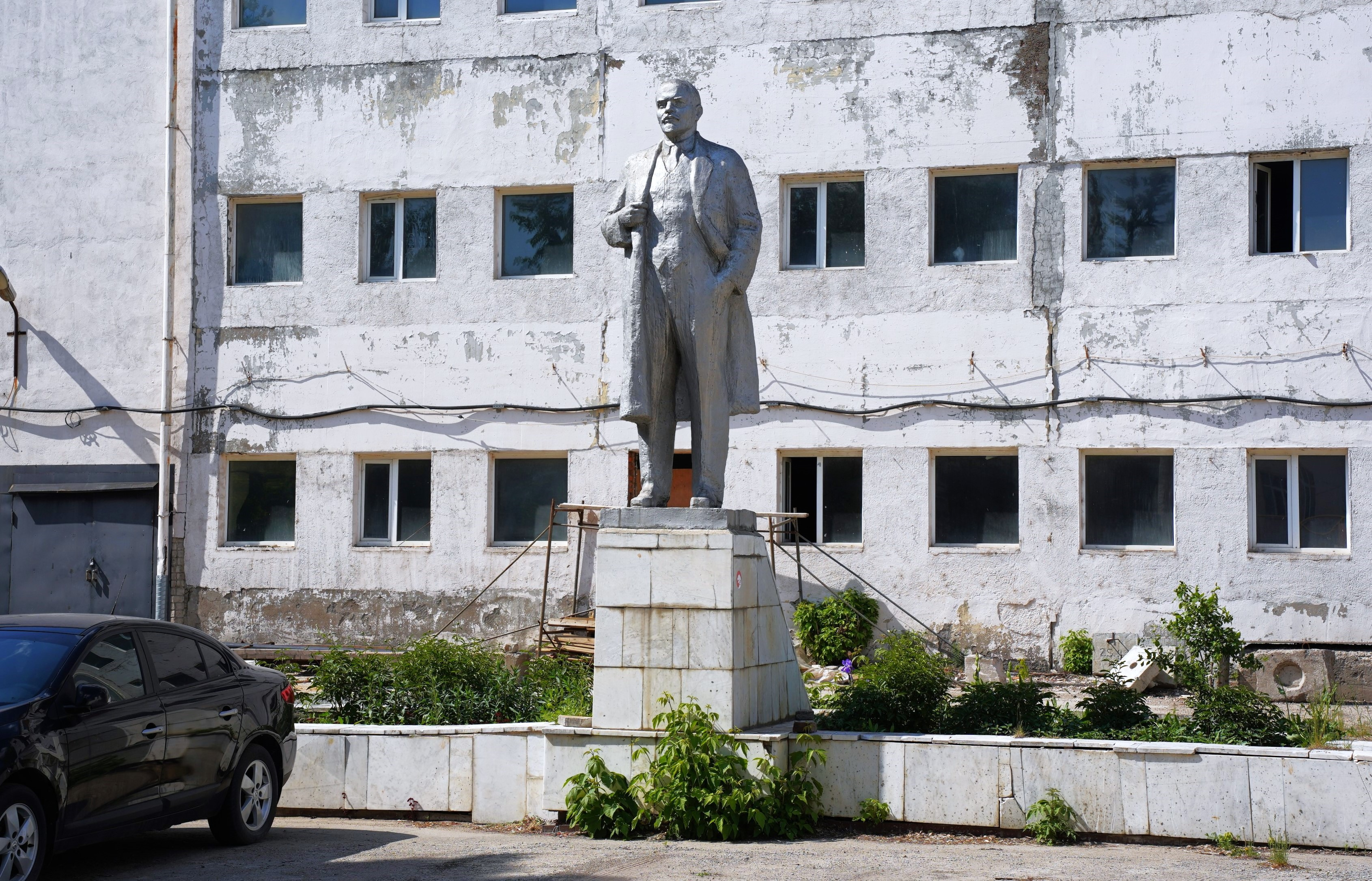
Памятник Ленину на улице Энгельса

### Памятник Ленину на улице Энгельса
55°48′32″ с. ш. 49°04′10″ в. д.

Этот памятник находится в Кировском районе Казани, на бывшей территории Казанского производственного кожевенного объединения им. В. И. Ленина, которая утратила прежнее функциональное (производственное) назначение. Время его появления не установлено, предположительно 1960-е — 1980-е годы.
Памятник представляет собой типовую статую Ленина с довольно грубой скульптурной пластикой. Он установлен на постаменте, который является частью небольшого цветника. В прежние годы перед памятником был небольшой фонтан.

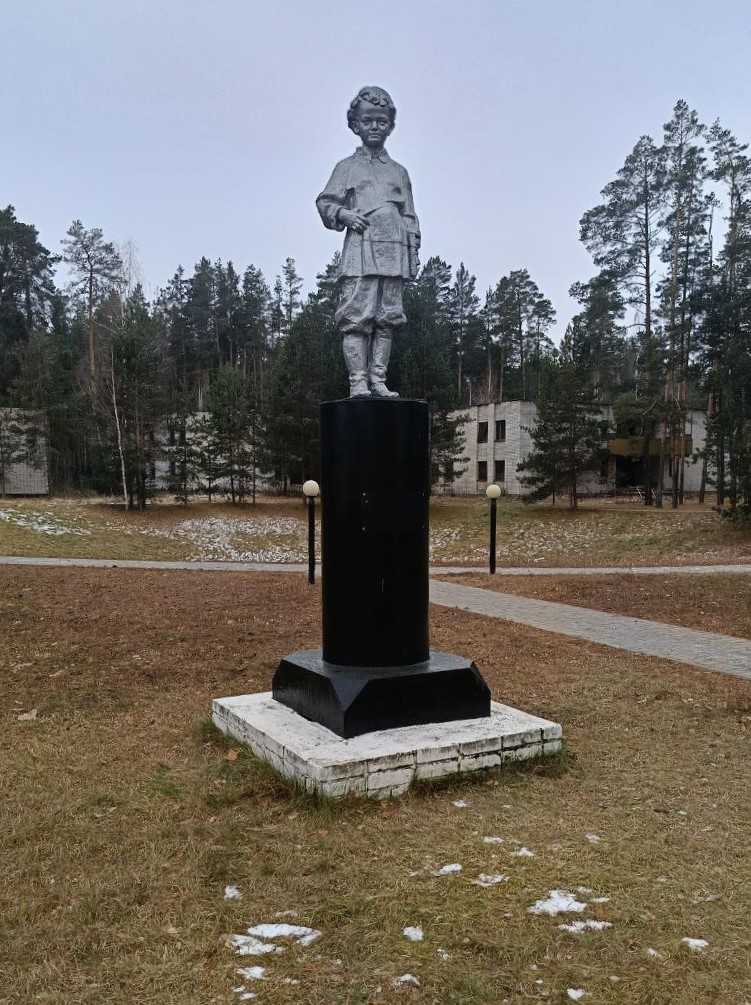
Памятник Володе Ульянову в Детском образовательно-оздоровительном центре «Дуслык»

### Памятник Володе Ульянову в Детском образовательно-оздоровительном центре «Дуслык»
55°52′22″ с. ш. 49°11′48″ в. д.

Эта скульптура Володи Ульянова стоит на цилиндрическом постаменте в Советском районе Казани, на территории бывшего пионерского лагеря (ул. Прибольничная 15). Предположительно она установлена в советский период.

### Памятник-бюст Ленину на улице 1 Мая
55°48′37″ с. ш. 49°02′46″ в. д.

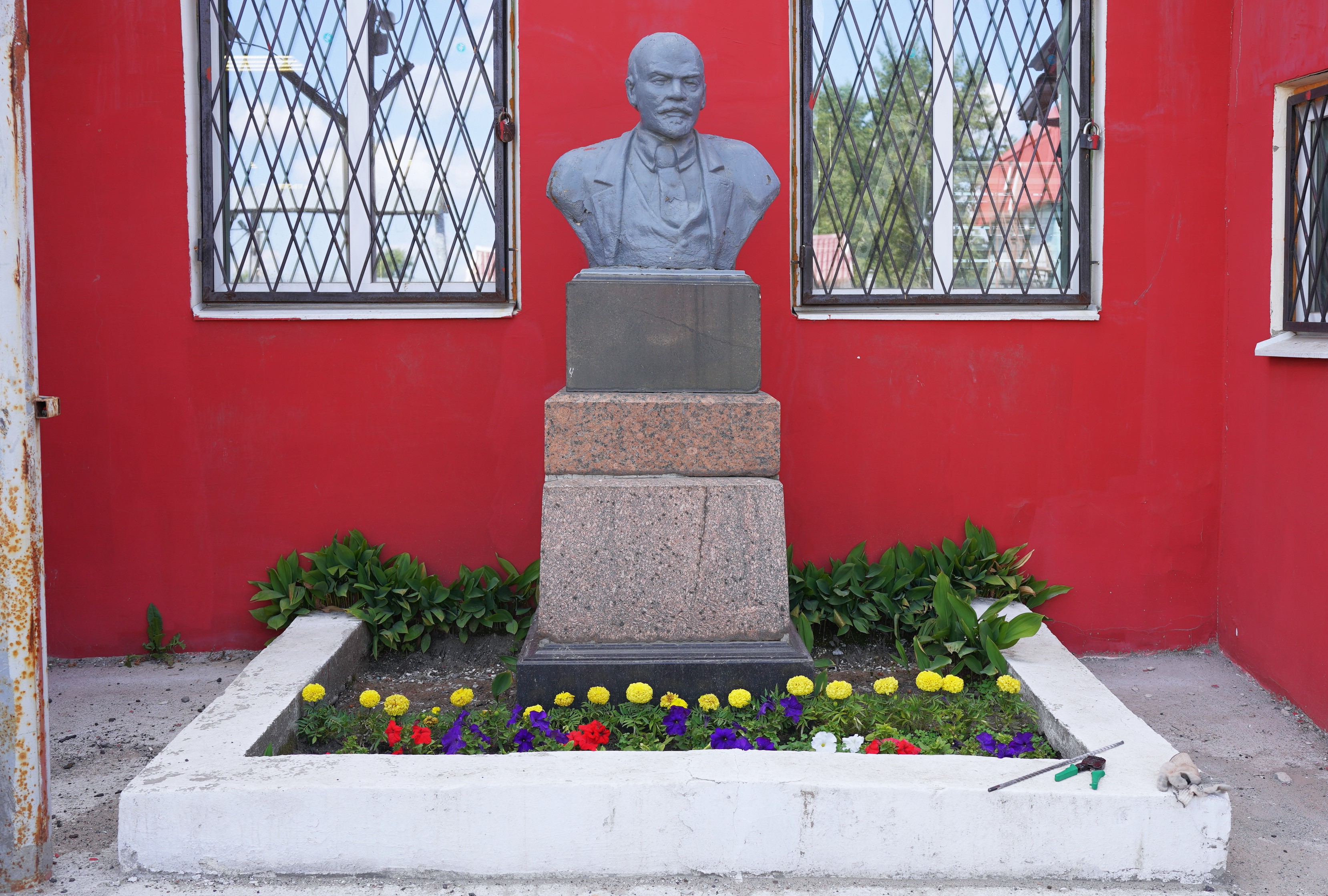
Памятник-бюст Ленину на западной оконечности улицы 1 Мая, у Казанского порохового завода

Этот памятник-бюст Ленину находится в Кировском районе Казани, на западной оконечности улицы 1 Мая, у двухэтажного здания, относящегося к Казанскому пороховому заводу. Время его появления не установлено, но по стилю исполнения скульптурного портрета вождя он, вероятно, относится к тиражированным бюстам конца 1920-х — 1930-х годов (в образе Ленина ещё нет монументальности и сохранены черты живого человека). Постамент бюста состоит из трёх блоков разного объёма, цвета и состава, что позволяет предполагать, что в прошлом эта скульптура находилась в другом месте, возможно, в помещении.

## Несохранившиеся памятники (статуи и бюсты) Ленину в Казани
Известно о не менее 13 памятниках (статуй и бюстов) Ленину, установленных в разные годы в Казани, которые со временем были утрачены. Два из них — это первые памятники-бюсты вождю (1920, 1924), о которых сказано в начале статьи. Информация об остальных утраченных памятниках Ленину представлена ниже.

### Памятник Ленину у Дворца культуры имени 10-летия ТАССР (1933 или 1936)

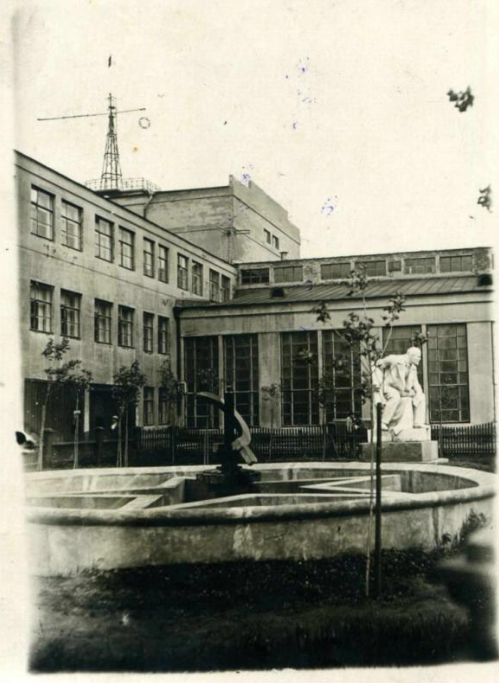
Памятник Ленину у Дворца культуры имени 10-летия ТАССР, 1930-е годы

В 1931—1932 годах в Пролетарском (ныне — Кировском) районе Казани был построен Дворец культуры имени 10-летия ТАССР, принадлежавший заводу № 40. Это было многофункциональное учреждение, выстроенное в конструктивистском стиле и имевшее большой, малый, лекционный, спортивный залы, а также помещения иного назначения. С южной стороны Дворца культуры имени 10-летия ТАССР, в небольшом сквере был установлен фонтан в виде железобетонных серпа и молота, помещённых в пятиконечную звезду. Рядом с этим фонтаном была установлена гипсовая скульптура Ленина, сидящего в кресле.
Относительно времени установки данного памятника существуют две версии. С. Г. Персова утверждает, что он был установлен в 1933 году, когда разбили тот самый сквер. С. П. Саначин заявляет, что памятник Ленину появился позже — в 1936 году, когда у Дворца культуры имени 10-летия ТАССР разбили районный парк культуры и отдыха имени Романа Петрова, частью которого стал вышеуказанный сквер. Памятник Ленину простоял несколько десятилетий, дальнейшая его судьба неизвестна.

### Памятник Ленину на территории Меховой фабрики № 1 имени Сталина Казанского мехового комбината (1930-е)

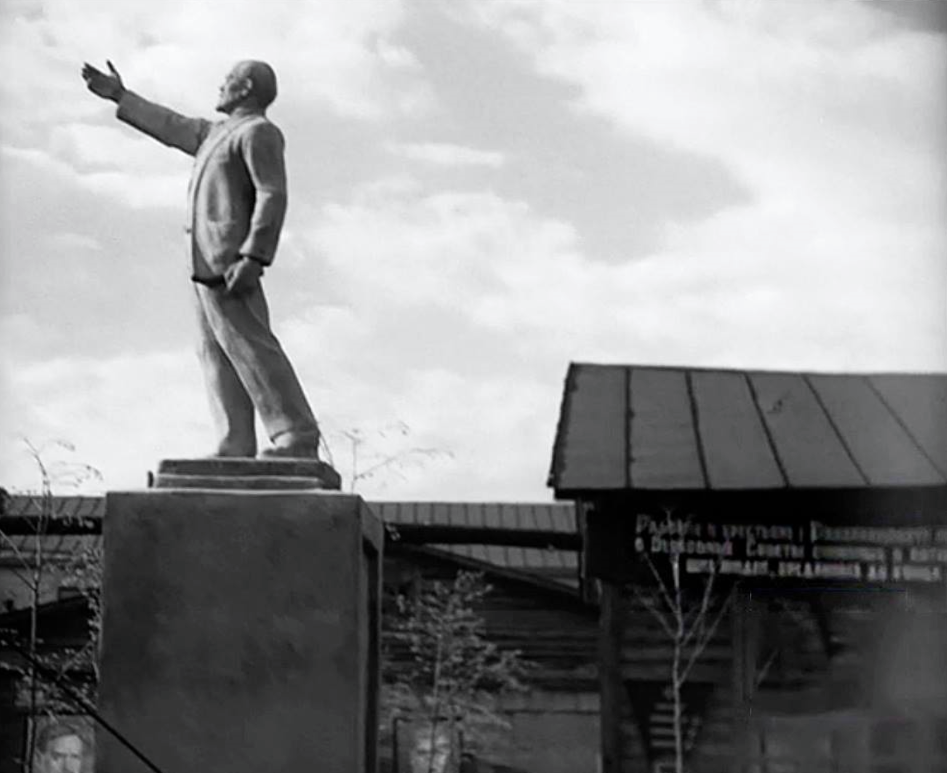
Памятник Ленину на территории Меховой фабрики № 1 имени Сталина Казанского мехового комбината, 1930-е годы

Эта фабрика в 1930-е годы находилась на территории Ново-Татарской слободы, по адресу: ул. Мало-Ямашевская, 56 (ныне — ул. Мазита Гафури, 50 с прилегающей территорией). Известно, что в 1930-е годы памятник Ленину здесь уже стоял на площадке, окружённой П-образным одноэтажным деревянным фабричным корпусом, который не сохранился (он располагался между нынешним зданием по ул. Мазита Гафури, 50 корп. 4 и проезжей частью улицы Кызыл Татарстан).
Этот памятник Ленину представлял собой тиражированную скульптуру, оригинал которой создан в 1920-е годы, предположительно скульптором В. В. Козловым (данный тип памятника известен как «призывающий вождь»). Позже памятник исчез, дальнейшая его судьба неизвестна.

### Скульптурная композиция «В. И. Ленин и И. В. Сталин в Горках» (конец 1930-х — начало 1940-х)

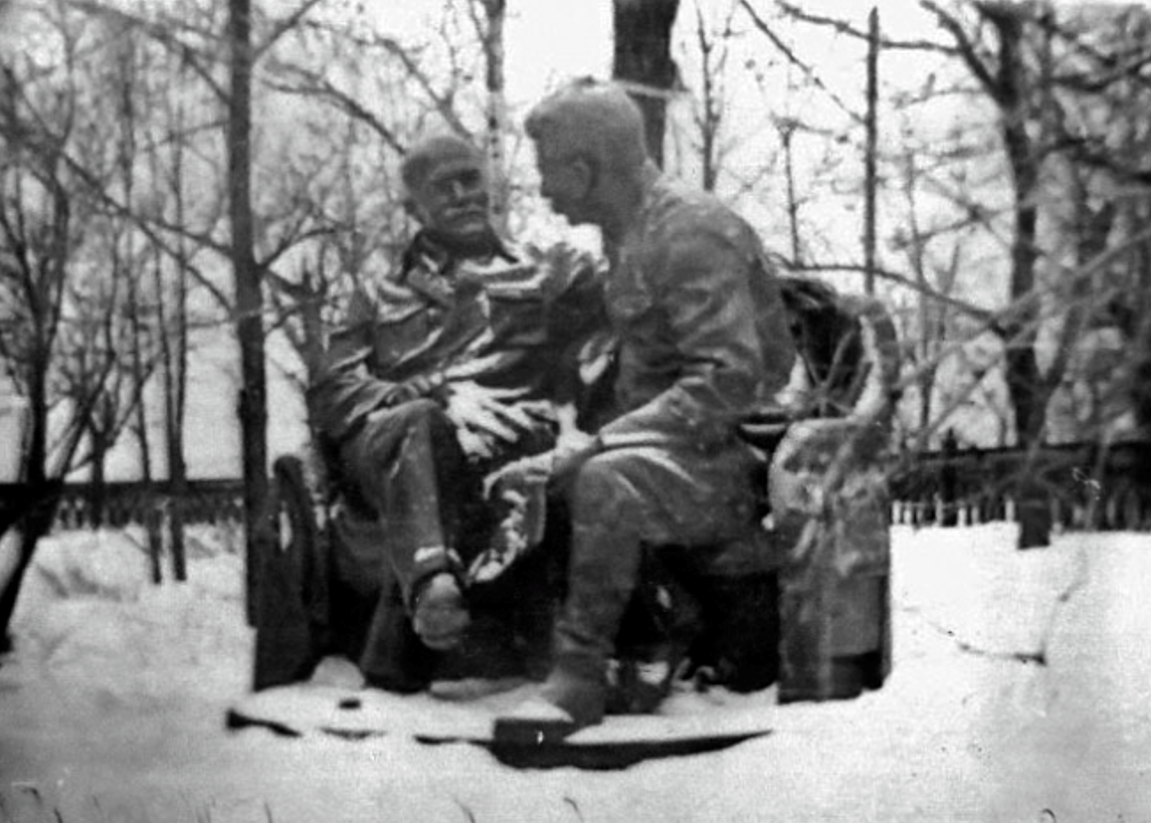
Скульптурная композиция «В. И. Ленин и И. В. Сталин в Горках» в Казанском кремле, конец 1930-х — начало 1940-х годов

Оригинал этой скульптурной композиции был создан в 1937 году скульпторами Е. И. Белостоцким, Г. Л. Пивоваровым и Э. М. Фридманом, и в том же году был установлен в парке Химкинского вокзала канала Москва — Волга. В конце 1930-х — начале 1940-х годов её тиражированные копии были установлены во многих городах СССР.
Вероятно, именно в этот период одна из тиражированных копий скульптурной композиции «В. И. Ленин и И. В. Сталин в Горках», отлитая в бетоне, была установлена в Казанском кремле, в сквере перед зданием Губернаторского дворца (здесь в те годы располагались Президиум Верховного Совета и СНК Татарской АССР).
После XXII съезда КПСС (17—31 октября 1961 года), на котором было принято решение об усилении мер борьбы с культом личности Сталина, по всему СССР начался снос его памятников. Результатом этой кампании стало удаление фигуры Сталина из скульптурной композиции в Казанском кремле (это произошло в 1962 году). С этого момента фигура Ленина осталась в одиночестве, но на месте, где «сидел» Сталин, были «положены» две «книги». В таком виде этот памятник просуществовал до 2000 года, когда был демонтирован (существует ошибочное мнение, что он якобы исчез до 1990 года). Демонтаж памятника произошёл в результате начавшейся реконструкции Губернаторского дворца, в рамках которой вместо сквера перед ним была создана площадь с фонтаном. Дальнейшая судьба памятника неизвестна.

### Памятник Ленину на территории Казанского авиационного завода № 387 (1940-е)

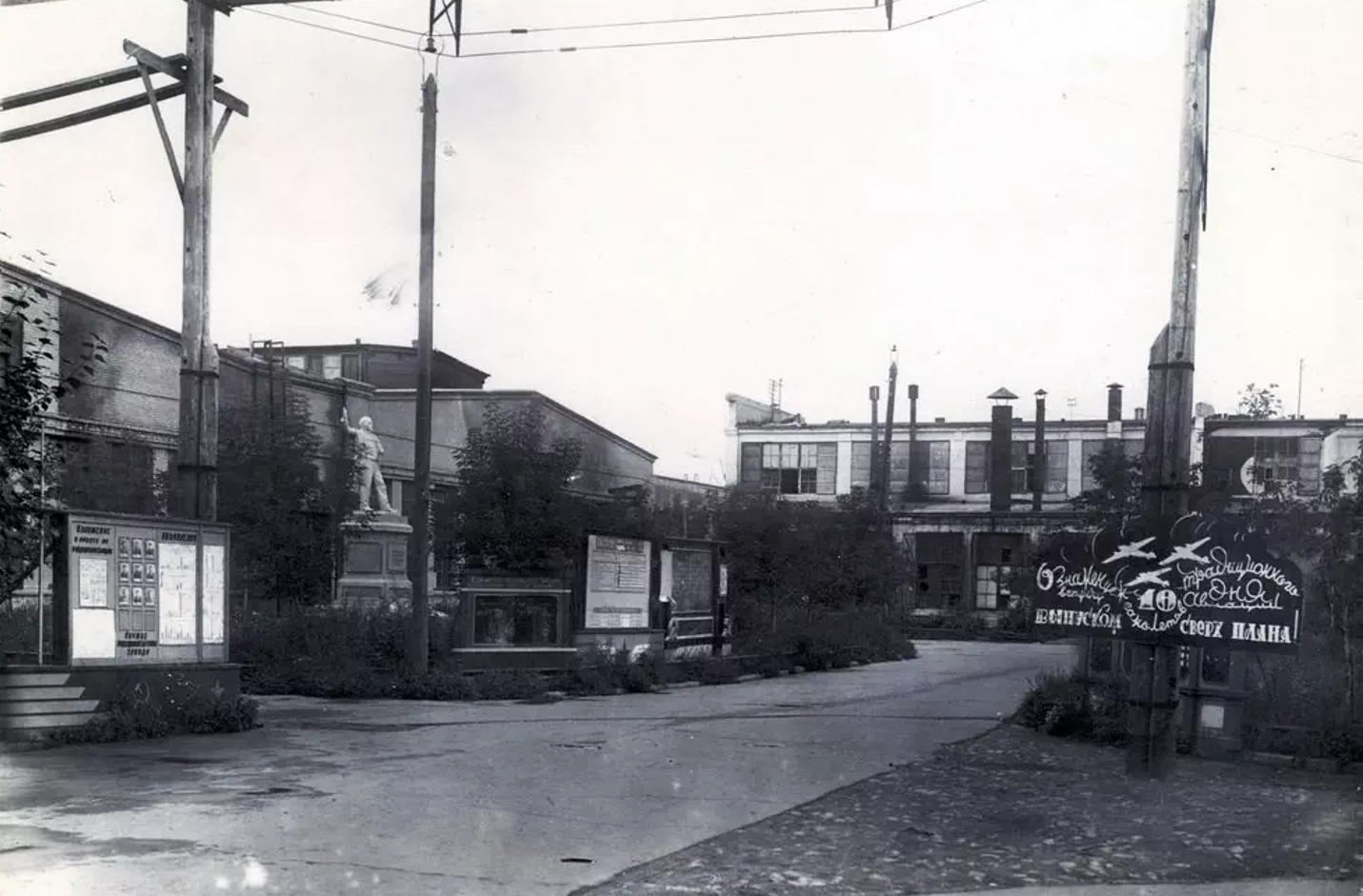
Памятник Ленину на территории авиазавода № 387, 1944 год

Этот памятник находился в Кировском районе Казани, в Адмиралтейской слободе, на территории авиазавода № 387, который в 1941 году был эвакуирован из Ленинграда и обосновался на площадях Казанского завода обозных деталей № 169 по улице 10 лет Октября (ныне — улица Адмиралтейская).
Памятник был установлен предположительно в первой половине 1940-х годов (самые ранние сохранившиеся фотографии с его изображением датируются 1944 годом). Это была типовая скульптура — Ленин представлен в пальто с развевающимися на ветру полами с поднятой правой рукой. Внешне эта скульптура напоминала памятники Ленину так называемого «постниковского» типа, авторство которых приписывается Г. Н. Постникову. Памятник не сохранился.

### Памятник Ленину в Центральном парке культуры и отдыха имени Горького (1940-е)

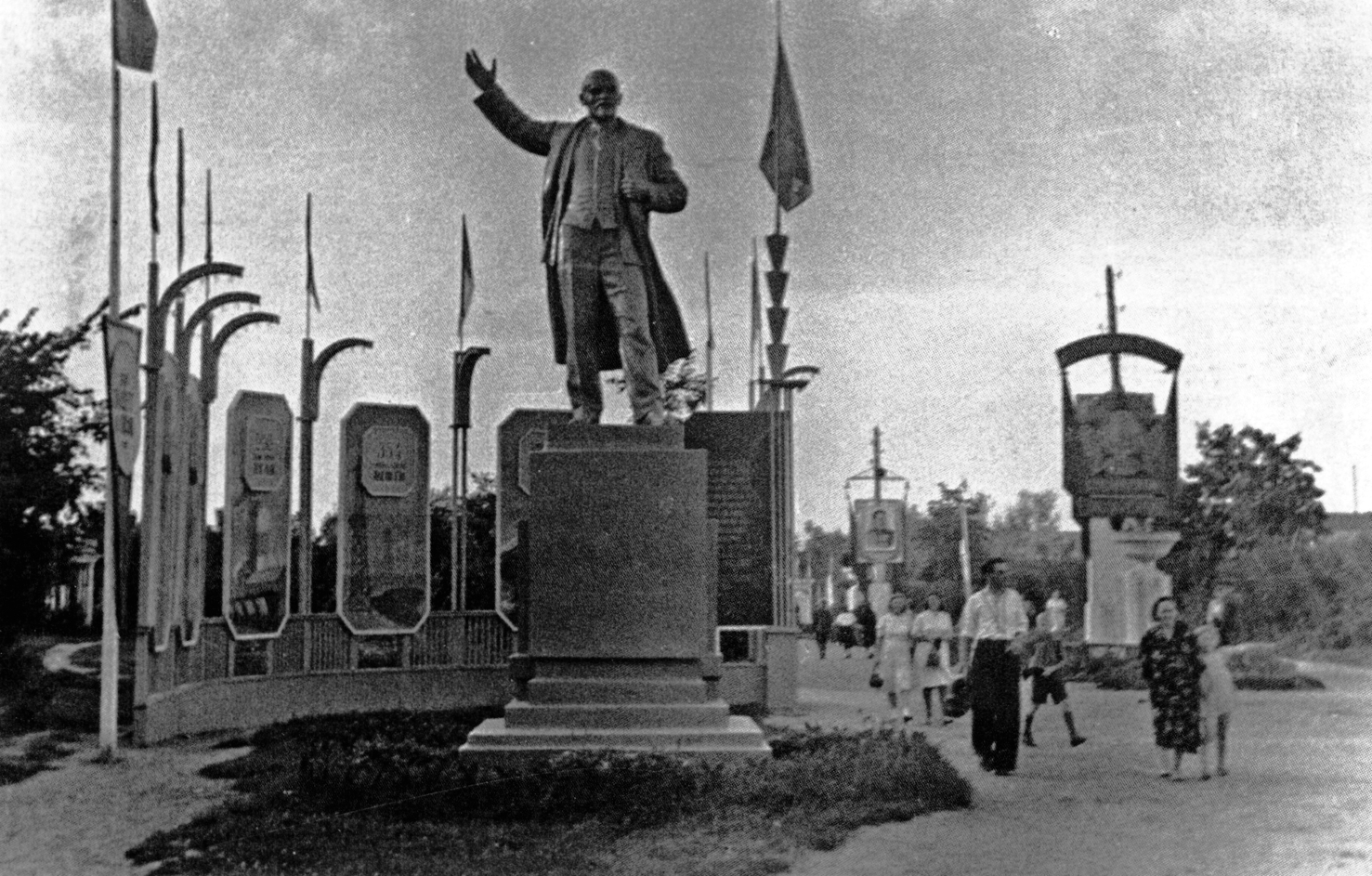
Памятник Ленину в Центральном парке культуры и отдыха имени Горького, 1947 год

Точное время появления этого памятника не установлено, вероятно, вторая половина 1940-х годов. Это также была тиражированная скульптура «постниковского» типа, которая своими размерами примерно соответствовала скульптуре Ленина, стоявшей на территории Казанского авиазавода № 387 (являлись ли обе скульптуры одним и тем же памятником, перенесённым с территории завода в парк, не известно).
Памятник Ленину стоял около входа в парк слева от главной парковой аллеи, считается утраченным.

### Скульптура «Ленин в детстве» в Центральном парке культуры и отдыха имени Горького (1940-е)

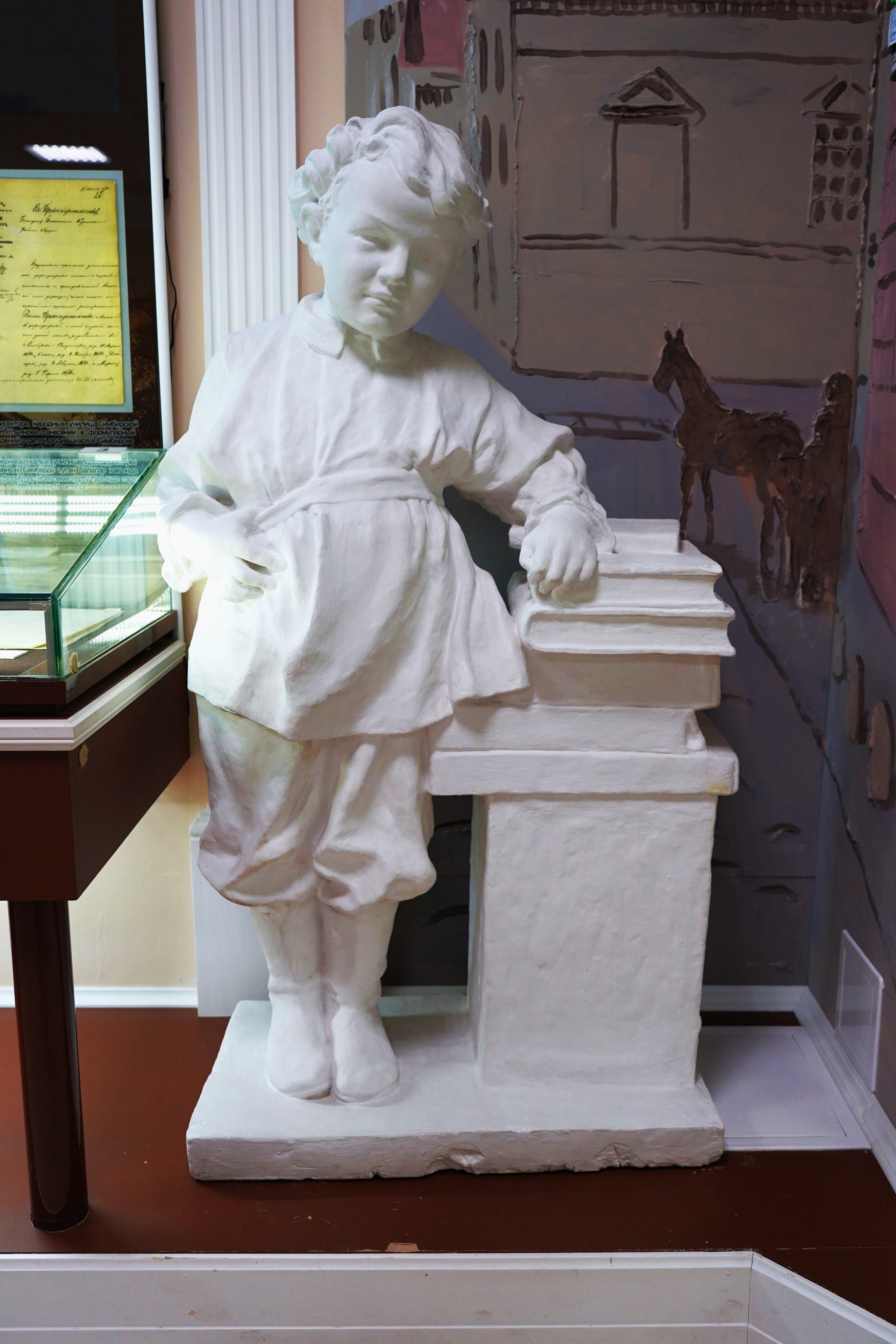
Скульптура «Ленин в детстве» в Доме-музее В. И. Ленина — аналогичная той, что стояла в казанском ЦПКиО имени Горького

Другое известное название этой скульптуры: Ленин в возрасте четырёх лет.
Это известная в советский период работа скульптора Т. В. Щелкан-Руденко, созданная в 1936 году (четырёхлетний Ульянов-ребёнок стоит, опираясь левой рукой на тумбу с книгами); оригинал скульптуры, выполненный в мраморе, был включён в постоянную экспозицию Центрального музея В. И. Ленина в Москве. Позже эта скульптура была растиражирована в гипсовых копиях различных размеров и устанавливалась на территории школ, детских садов, детских парков.
В казанском парке имени Горького гипсовая копия скульптуры «Ленин в детстве» появилась, вероятно, в 1940-е годы; позже исчезла, считается утраченной. Аналогичная ей скульптура высотой 125 см (датируется: 1950-е — 1960-е годы) находится в экспозиции Дома-музея В. И. Ленина (ул. Ульянова-Ленина, 58).

### Памятник Ленину на улице Лядова (1940-е)

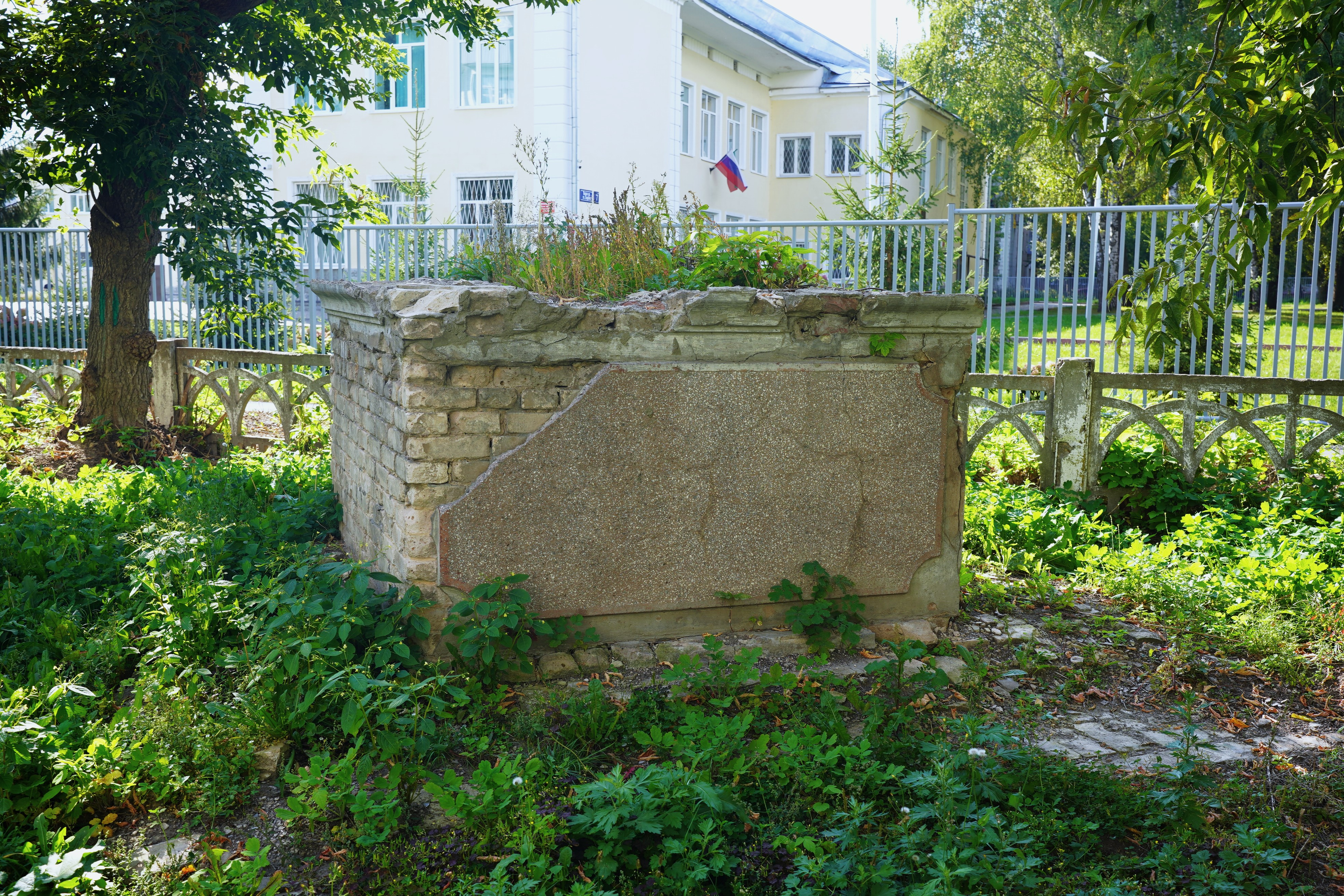
Сохранившийся постамент от памятника Ленину на улице Лядова

Этот малоизвестный памятник находился в Соцгороде, на улице Лядова, около дома № 5. По информации казанского краеведа Яна Гордеева, он был установлен примерно во второй половине 1940-х годов на массивном, но приземистом квадратном постаменте. Это была гипсовая копия памятника Ленину в сидящей позе, созданного в 1930-е годы скульптором С. Д. Меркуровым (тип «меркуровский — сидящий»). Памятник простоял недолго и пропал, в 1960-е годы на его месте был бюст Ленина, который также утрачен. По состоянию на 2024 год сохранился лишь разрушающийся постамент.

### Памятник Ленину у входа в парк ДК химиков (1960)
В 1960 году, согласно информации казанского краеведа Яна Гордеева, по случаю 90-летия со дня рождения Ленина ему был установлен памятник в Московском районе Казани, на улице Декабристов, у входа в парк ДК химиков. Он стоял у начала лестницы, поднимающейся в парк. Это была тиражированная статуя Ленина (тип «матадор»), отлитая на основе модели, авторство которой приписывается С. Д. Меркурову. Этот памятник простоял до 1969 года, считается утраченным (аналогичная по типу статуя Ленина стоит на улице Рахимова в посёлке Левченко, однако является ли она той самой скульптурой, что стояла на улице Декабристов, не известно).

### Памятник Ленину на территории санатория «Казанский»
Известно, что в 1960-е годы памятник Ленину стоял на территории санатория «Казанский» (в настоящее время здесь расположена спортивная база хоккейного клуба «Ак Барс»), но время его появления не установлено. По типу исполнения он соответствует памятнику Ленина, стоящему у Дома Котелова по улице Гладилова (являются ли обе указанные скульптуры одним и тем же памятником, перенесённым с одного места на другое, не известно). Это тиражированная скульптура (тип «дедовский»), автором оригинала которой является скульптор Н. И. Шильников. Дальнейшая судьба памятника не известна.

### Памятник Ленину на территории санатория «Крутушка»
Санаторий «Крутушка» был включён в состав Казани в 2001 году, став частью Авиастроительного района. Памятник Ленину на его территории был установлен, согласно некоторым сведениям, в 1960-е годы, просуществовал он примерно до 2012 года. Считается утраченным.

### Памятник Ленину в Казанском высшем танковом командном училище (КВТКУ)
Этот памятник находился в Приволжском районе Казани, на территории КВТКУ (Оренбургский тракт, 6), около здания клуба училища. Это была тиражированная статуя Ленина, оригинал которой создан скульптором Г. Д. Алексеевым в 1925 году. Изначально памятник стоял в глубине территории КВТКУ, где ранее располагалось управление училища (сейчас в этом месте находится крытый плавательный бассейн). Позже его перенесли ближе к главному входу, установив справа от него, перед зданием клуба училища. Предположительно в 2000-е годы памятник Ленину был демонтирован, согласно официальной версии — по причине ветхого состояния (в 2012 году о его демонтаже упомянул руководитель фракции КПРФ в Государственном Совете Республики Татарстан Х. Г. Миргалимов).

### Памятник-бюст Ленину на улице Свердлова
На улице Свердлова (ныне — Петербургская) памятник-бюст Ленину на четырёхгранном постаменте находился в небольшом сквере около здания завода № 708. Время его появления не установлено, но демонтирован он был в начале 2000-х годов в рамках перестройки бывших заводских корпусов под технопарк «Идея» (2002—2004) и реконструкции прилегающей к нему территории. Данный памятник-бюст Ленину считается утраченным (в 2012 году о его демонтаже упомянул руководитель фракции КПРФ в Государственном Совете Республики Татарстан Х. Г. Миргалимов).

## Нереализованные проекты памятников Ленину
Известно, как минимум, о двух проектах по установке памятников Ленину в Казани, которые не были реализованы; оба относятся к 1930-м годам.

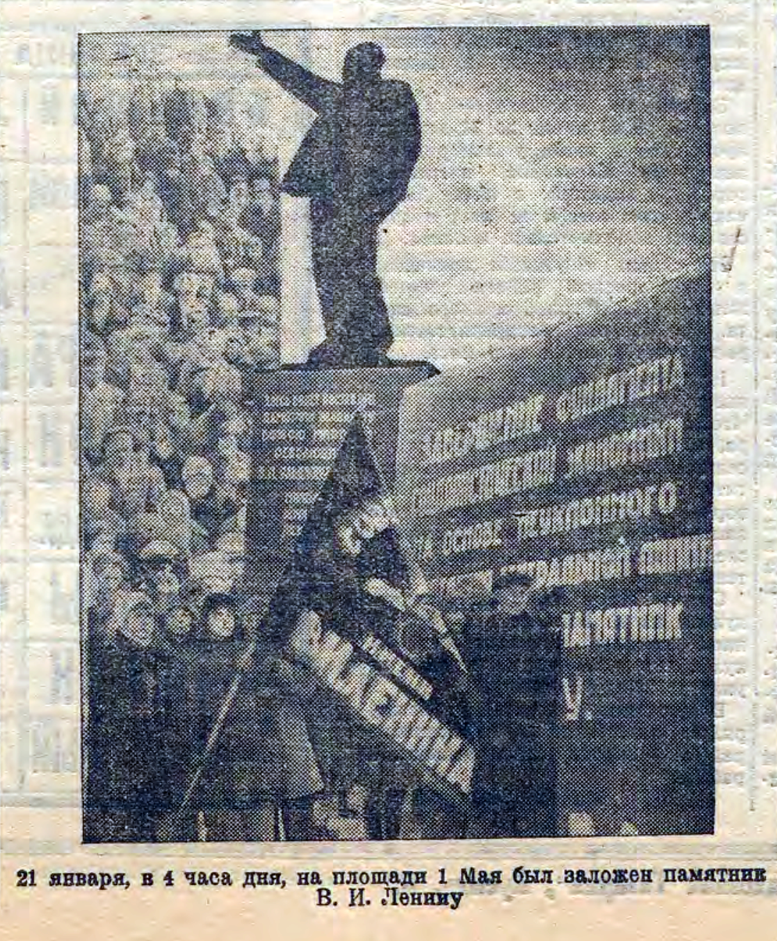
Информация о «закладке» на площади 1 Мая «памятника» Ленину (реально был установлен плоский макет для примерки будущего памятника, который так и не появился)

### Проект памятника Ленину на площади 1 Мая (1931)

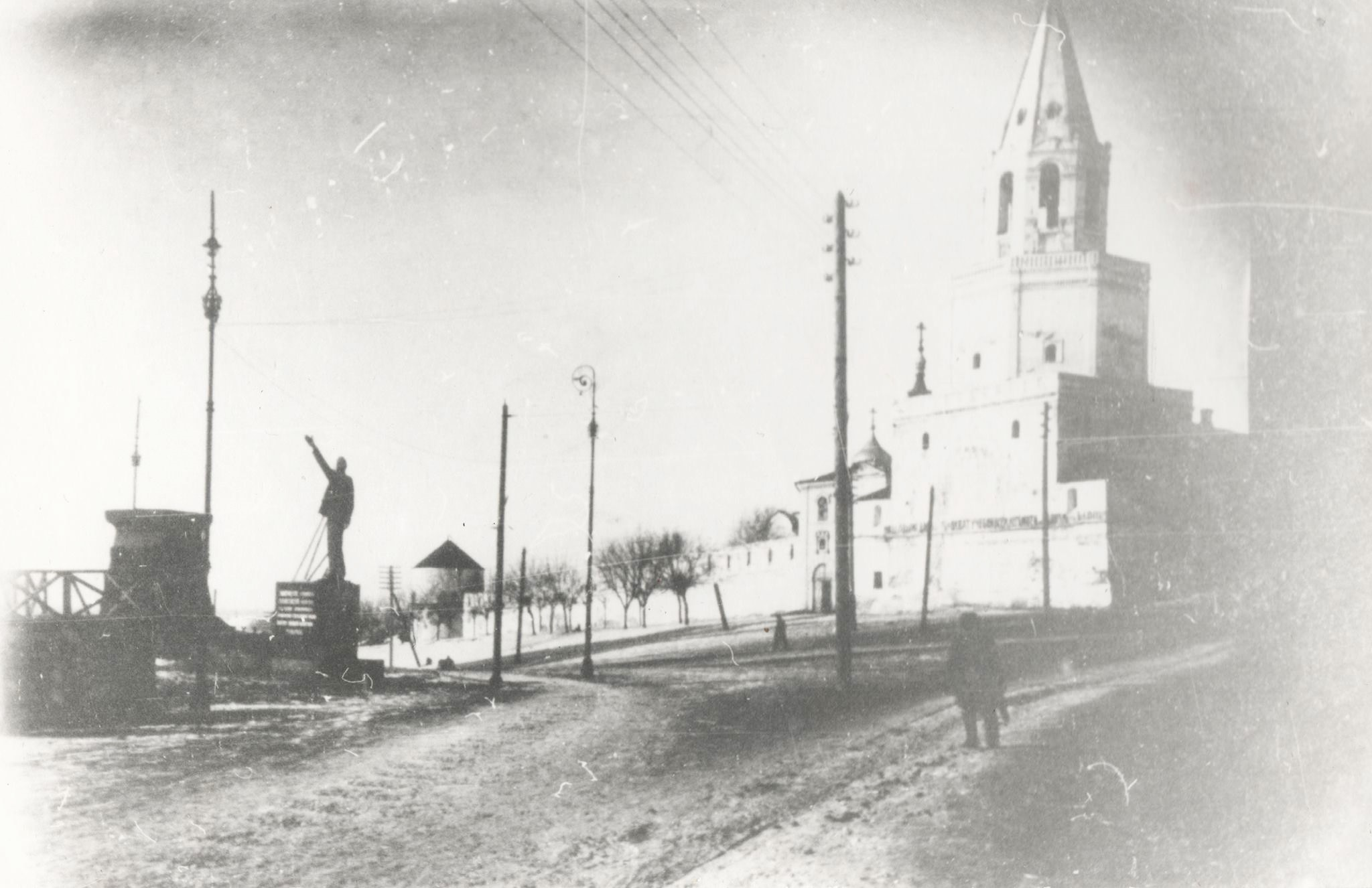
Плоский макет памятника Ленину на площади 1 Мая

21 января 1931 года в Казани, на площади 1 Мая, согласно утверждению газеты «Красная Татария», «был заложен памятник В. И. Ленину». На деле «закладка» выразилась в установке плоской модели памятника, выполнявшей примерочную функцию. Она стояла перед пьедесталом снесённого памятника Александру II. Вероятно, памятник Ленину планировалось водрузить на этот пьедестал, но он так и не появился. Плоская модель памятника простояла некоторое время и была демонтирована.
Позже этот эпизод послужил основанием для появления мифа о якобы стоявшем на площади 1 Мая памятнике Ленину, которого в реальности здесь никогда не было.

### Памятник Ленину в проектах здания Дома культуры на берегу озера Нижний Кабан (1935)
В 1935 году по случаю 15-летия Татарской АССР правительство республики приняло решение построить большой Дом культуры, который должен был открыться в 1937 году. В нём предполагалось разместить театр, музей, библиотеку, физкультурные и другие учреждения культуры. Местом размещения Дома культуры был выбран участок земли на берегу озера Нижний Кабан, в районе нынешнего сквера Габдуллы Тукая и здания «Татэнерго» (ул. Марселя Салимжанова, 1).
Был проведён закрытый конкурс, на который было представлено несколько проектов. Некоторые из них предусматривали размещение памятника Ленину. Например, в вызвавшем наименьший интерес проекте архитекторов А. Я. Александрова и Л. Н. Павлова из мастерской № 5 профессора Д. Ф. Фридмана грандиозный памятник Ленину вырастал из здания. Аналогичный подход предусматривал проект казанской бригады архитекторов П. Т. Сперанского, И. Г. Гайнутдинова и В. А. Дубровина, в котором грандиозный памятник Ленину венчал одну из башен сложносоставного архитектурного комплекса; при этом данная башня с ленинской фигурой никак не гармонировала с остальной частью здания. В обоих случаях идея размещения памятника Ленину на вершине здания, очевидно, была навеяна проектом Дворца Советов в Москве.
Одним из лучших был признан проект архитекторов А. А. Киселёва и И. З. Вайнштейна из мастерской № 11 профессора М. В. Крюкова. В нём предусматривалось создание перед Домом культуры площади с установкой в центре её 85-метровой колонны на массивном постаменте. На нём же рядом с колонной должен был стоять памятник Ленину.
Проведённый конкурс не выявил официального победителя, а сам проект позже был закрыт.